# Littérature cubaine
 (avril 2015).
Si vous disposez d'ouvrages ou d'articles de référence ou si vous connaissez des sites web de qualité traitant du thème abordé ici, merci de compléter l'article en donnant les références utiles à sa vérifiabilité et en les liant à la section « Notes et références ».
Cet article vise à tracer l’ébauche d’un panorama de la littérature cubaine contemporaine, fertile et d’une richesse tant qualitative que quantitative.
Dans l’histoire de la littérature cubaine du XXe siècle, le poète et essayiste Roberto Fernández Retamar, distingue trois générations bien nettes :
- la « génération de l’avant-garde »,
- la « génération de l’entre-deux révolutions », mûrie avec l’échec de la révolution de 1933 et l’arrivée au pouvoir en 1959 de la révolution actuelle ;
- la « génération de la révolution », qui mûrira avec elle.

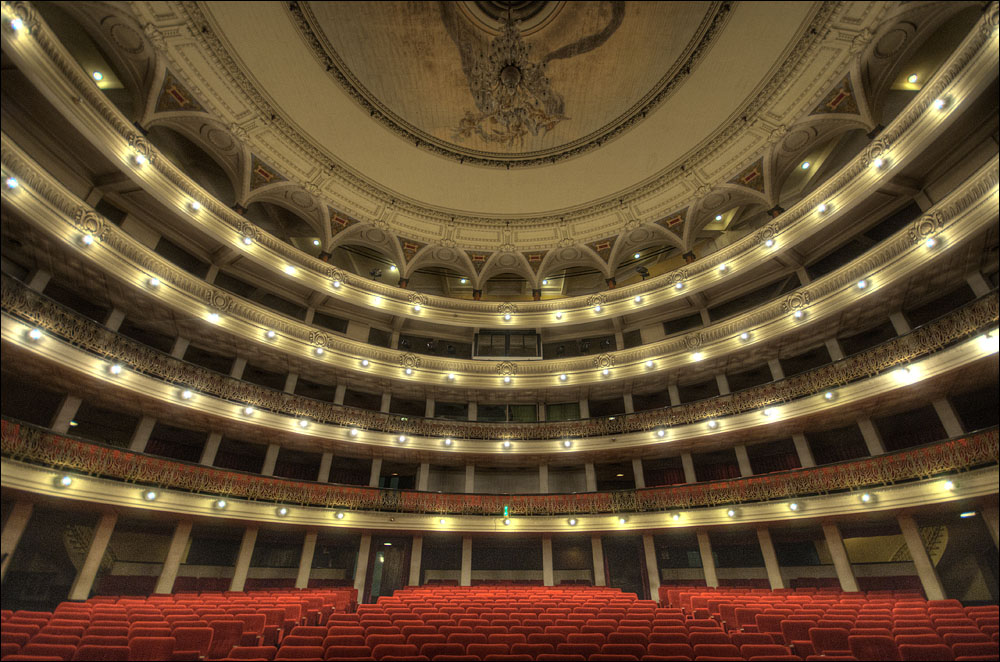
Intérieur du Grand Théâtre de La Havane

Mais il est possible d’adopter un découpage plus précis, préconisé par le professeur Raimundo Lazo, de quatre générations distinctes :
- deux premières générations s’étalant de 1902 à 1940,
- une troisième s’étendant de 1940 à 1959
- la « génération de la révolution » qui croît depuis 1959. À cette dernière, peut s’associer une génération d’écrivains qui s’est développée en dehors du territoire cubain.

## Avant 1900
Les
Archives nationales de la république de Cuba (en) (ANRC, 1840)
(liste des archives de Cuba (en), dont celles de la Capitainerie générale de Saint-Domingue concernant Cuba, puis celles de la Capitainerie générale de Cuba (1664-1898)) permettent d'accéder à de nombreux documents, dont certains concernent les aborigènes de Cuba (es), peuples caraïbes Taïnos et Kalinagos, ou encore Ciboneys.
Parmi les éléments historiques importants du 19e siècle : Réfugiés français de Saint-Domingue à Cuba (1798-1803), Guerre des Dix Ans (1868-1878), Guerre d'indépendance cubaine (1895-1898), Guerre hispano-américaine (1898).
Dans le domaine littéraire en espagnol, quelques noms demeurent :
- Bartolomé de las Casas (1474-1566)
- Silvestre de Balboa (1563-1644), écrivain canarien et premier auteur cubain, avec Miroir de patience (es) (1608), poème épico-historique
- Santiago Pita : El príncipe jardinero y fingido Cloridano (1739), première pièce de théâtre (connue) écrite par un Cubain (à Séville)
- Ignacio Jose Urrutia (en) (1730-1795), historien
- Manuel de Zequeira (es) (1764-1846), poète, journaliste, fonctionnaire
- Manuel Justo de Rubalcava (es) (1769-1805), militaire, poète, peintre, sculpteur
- José Antonio Saco (es) (1797-1869), homme politique, essayiste
- Ambrosio Echemendia (en) (?- ?), esclave noir, poète
- José María Heredia y Campuzano (1803-1839), dramaturge, poète
- Domingo del Monte (1804-1853), journaliste, critique littéraire
- Cirilo Villaverde (es) (1812-1894), journaliste, abolitionniste, romancier
- José Jacinto Milanés (1814-1863)
- Gertrudis Gómez de Avellaneda (1814-1873), poétesse, dramaturge, romancière
- Anselmo Suárez y Romero (es) (1818-1868), romancier, auteur de Francisco (El ingenio o las delicias del campo, 1838-1839, publié en espagnol en 1880)
- Pedro Figueredo (1819-1867), avocat, amateur, compositeur de La Bayamesa
- Miguel Teurbe Tolón (es) (1820-1857), dramaturge, poète
- Antonio Medina y Céspedes (en) (1824-1895), afro-cubain, poète, dramaturge
- Juan Clemente Zenea (en) (1832-1871), poète
- Úrsula Céspedes (en) (1832-1874), poétesse
- Brígida Agüero (en) (1837-1866), poétesse
- Aurelia Castillo de González (en) (1842-1920), poétesse, conteuse
- José Joaquín Palma (1844-1911), enseignant, poète, journaliste, diplomate
- José Joaquín Palma (1844-1911)
- Carlos Baliño (en) (1848-1926), poète, prosateur
- José Martí (1853-1895), homme politique, penseur, poète, journaliste, héros national
- Manuel de la Cruz y Fernández (en) (1861-1896), journaliste, romancier
- Julián del Casal (1863-1893), intellectuel, journaliste, poète
- Juana Borrero (1877-1896), poétesse, peintre
- María Collado Romero (en) (1885-1968), poétesse, journaliste, féministe

## 20esiècle: les trois générations
La première génération s’ouvre avec l’établissement de la République en 1902, régie par une constitution démocratique et libérale, dont l’application, limitée par l’Amendement Platt, marque les retards (économique et socio-culturel) laissés par le colonialisme espagnol. L’ambiance est à la protestation collective contre le pouvoir anti-démocratique des présidents Tomás Estrada Palma (1906), Mario García Menocal (1917) puis, ultérieurement, Gerardo Machado (1933), tous marqués par une politique corrompue et « égoïste », sous le joug américain. Sous ce climat incertain, les avances de la culture et de la littérature se montrent relativement rares.
La littérature des temps de la République comprend l'œuvre de trois générations :
- La première génération, dominée par l’enthousiasme de la victoire contre l’Espagne coloniale et l’apparent triomphe de la République, est caractérisée par la grandiloquence oratoire et le lyrisme des œuvres ;
- La deuxième génération — qui correspond à la deuxième décennie du siècle — se montre davantage critique sur les théories sociales et politiques, elle est éminemment essayiste ;
- La troisième se déclare apolitique, s’éloigne de la réalité sociale qu’elle ne peut améliorer et revient au lyrisme mais en cherchant de nouvelles formes (métaphores, allusions ou sublimations). Cette dernière génération se caractérise par le développement et le perfectionnement du conte (dont l’importance a supplanté celle du roman à cette période), et l’apparition d’un théâtre qui avance, appuyé par un public en progressive formation.

## Théâtre

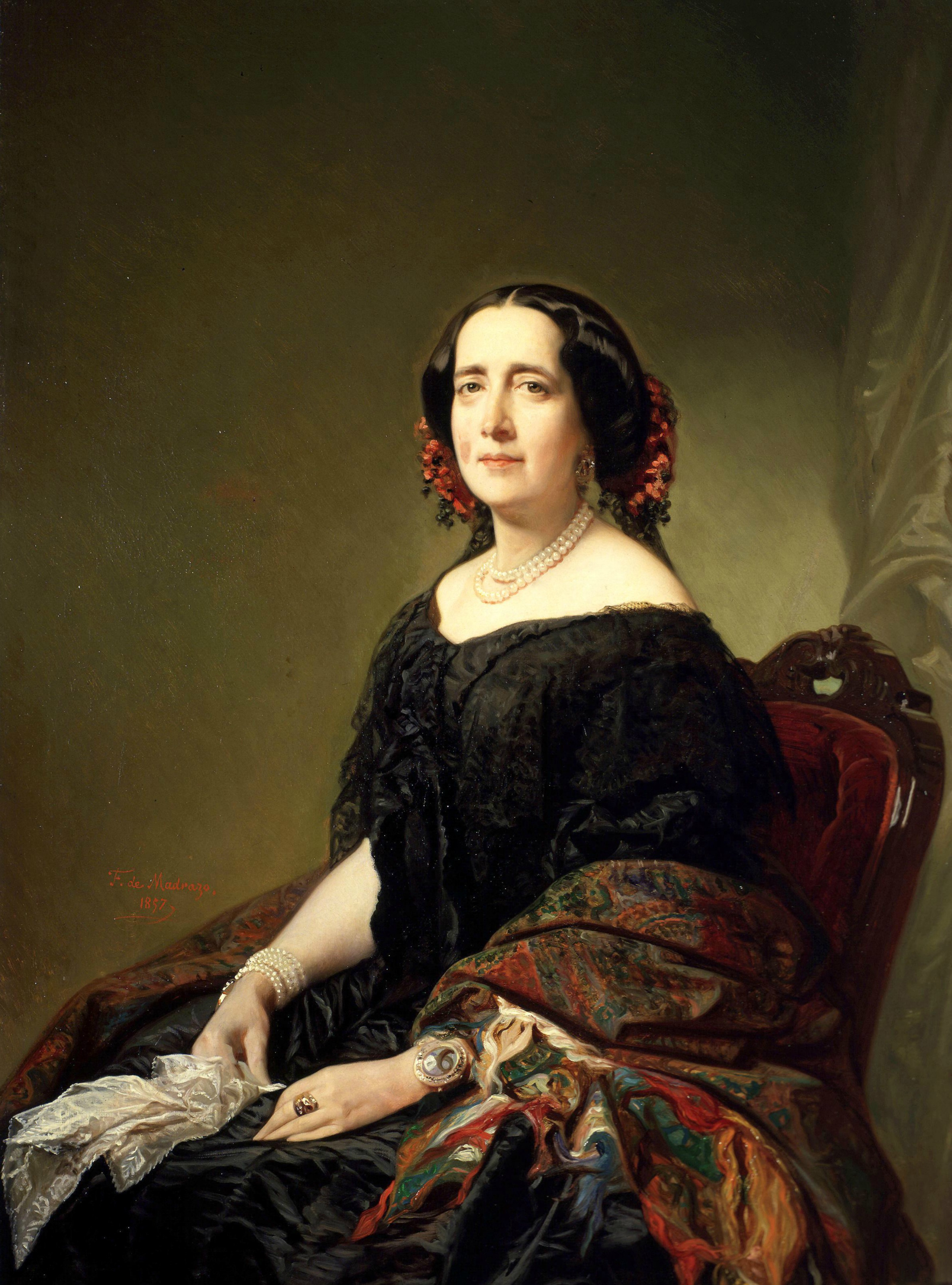
Gertrudis Gómez de Avellaneda

Le théâtre est peut-être la plus ancienne expression à Cuba, développée au XVIe siècle dans le berceau de la région de Santiago de Cuba. Les conquérants espagnols ont apporté avec eux les festivités du Corpus Christi puis les auto sacramentales, théâtres religieux ayant systématiquement recours à l’allégorie pour expliquer la complexité du message chrétien ou le dialogue entre Dieu et les hommes, entre la vie et la mort. Déjà en 1680 s’exerce la censure ecclésiastique et les comédies « profanes » sont prohibées. Au XIXe siècle, le théâtre se distingue par ses scènes de rue interprétées par des Noirs de Santiago, mélangeant les hommes et les animaux.
Ce n’est qu’avec Francisco Covarrubias (1775-1850) que naît officiellement le théâtre cubain, écrivant des saynètes semblables à celles de Lope de Rueda, gagnant de la popularité, « cubanisant » la tonadilla (petite pièce musicale en vogue au XVIIIe siècle) et « créolisant » les saynètes de Ramón de la Cruz. Parmi les disciples du théâtre populaire de Covarrubias, deux noms méritent une mention spéciale : Bartolomé José Crespo Borbón, dit Creto Gangá (1811-1871) et José Agustín Millán (1810/1820 ? - après 1863).
- Le premier, né en Galice, est devenu l’introducteur définitif du negrito auquel il incorpore le galicien, le chinois et la musique populaire sous sa forme vernaculaire. Il n’a pas seulement introduit l’idiome bozal (en)[2], mais également l’animation pittoresque des secteurs pauvres et marginalisés de l’île : Noirs, Chinois, paysans, Allemands et policiers.
- Millán, par sa formation de chroniqueur, retrace un tableau fidèle de la société de son époque, à la recherche presque mythologique de l’or et du besoin de capital. Il met en scène des amants différenciés économiquement à une époque où le capital nord-américain pénètre l’île.

Le théâtre du XIXe siècle voit surgir trois figures essentielles :
- José Jacinto Milanés (1814-1863),
- Joaquín Lorenzo Luaces (1826-1867)
- la poétesse à succès Gertrudis Gómez de Avellaneda (1814-1873).

Ce siècle connaît l’influence du théâtre bouffe, créé en 1868 par un certain Francisco « Pancho » Fernández et repris en 1880 lors des campagnes anti-esclavagistes et anti-colonialistes. Ce théâtre réagit contre la scène extranjerizante (mélodrame, opéra-italien…). En opposition, va se développer une scène « sérieuse » et moraliste avec ses mélodrames (de José de Armas y Cárdenas (1866-1919) en particulier), créant un « vrai goût » qui servira de modèle aux premiers moments républicains. Peu à peu, les théâtres prolifèrent à travers l’île.
Les premières années de la République voient une prédominance des courants théâtraux espagnols et français de fin de siècle et plus particulièrement l’influence de José de Echegaray, Benito Pérez Galdós ou Jacinto Benavente. Mais ce sont de mauvais auspices que connaissent la recherche d’une technique théâtrale appropriée et la réelle conquête de l’intérêt d’un public amateur : trois années de guerre lestent leur développement et l’initiative prise par José Antonio Ramos, Max Henriquez Ureña (1885-1968) et Bernardo G. Garros d’organiser en 1910 la Sociedad de Fomento del Teatro suivi plus tard par la Sociedad del Teatro Cubano (1915-1920), ne rencontre pas le succès escompté. Le public naissant est amateur de théâtre populaire, satirique et de mœurs. Le théâtre havanais Alhambra (1890-1935) où fleurit le genre alhambresco, héritier des bufos de 1880, est un lieu très attractif, caractérisé par ses saynètes mettant en scène des personnages typiques (le Galicien, le negrito, la mulata, le parasite des rues) des textes prolifiques de Federico Villoch ou Gustavo Robreño (1873-1957).
En réponse à ce type de théâtre, apparaît le théâtre culte (dominé par les auteurs étrangers cités plus haut et des pièces musicales) de la première génération incarnée par José Antonio Ramos (1885-1943), le plus représentatif de ce mouvement, Ramón Sánchez Varona (1883-), Marcelo Salinas (1889-1976). Si le théâtre de thèse et de discussion idéologique de Ramos est influencé par Henrik Ibsen, il contraste avec celui de Varona dont les comédies, les drames et les pièces en prose et en vers sont explicables à l’intérieur du romantisme « discret » du XIXe siècle. Le théâtre de Salinas se caractérise par le déplacement des mœurs vers un fonds social.
Raimundo Lazo divise le théâtre de la deuxième génération, apparu dans les années 1930, suivant deux tendances :
- L'une, romantico-moderniste héritée du siècle antérieur. Lazo évoque l’évolution d’un théâtre poétique, essayiste ou social. La tendance romantico-moderniste regroupe des auteurs tels que Salvador Salazar (1892-1950) ou le très lyrique Gustavo Sánchez Galarraga (1893-1934). La seconde tendance, apparue avec le groupe La Cueva, allie à sa tête Luis A. Baralt Zacharie (1892-1970), des critiques tels que José Manuel Valdés Rodríguez, Francisco Ichaso ou Jorge Mañah. De ce groupe influent, dérivent l'Académie d'Art dramatique (ADAD), et le Théâtre universitaire entre autres.
- L'autre, rénovatrice. La tendance rénovatrice vise à transformer les techniques et le contenu du théâtre, ainsi que de former un public grâce à la constitution de petits théâtres offrant des œuvres tant étrangères que nationales. Une équipe professionnelle d’acteurs, de directeurs et de techniciens tend à se former afin de rénover l’expression scénique.

Le théâtre poétique, attendu par un public familier, se fonde sur le texte littéraire d’une œuvre, lié à l’aspect traditionnel. Suivant les pièces de Benavente, Gustavo Sánchez Galarraga élabore un théâtre anachronique, accentué par l’idéalisation des personnages et des situations, alors que Felipe Pichardo Moya (1892-1957) théâtralise le passé indigène cubain ou opte pour un théâtre idéologique social. Sa pièce Esteros del Sur retrace la problématique de l’industrie sucrière. Le théâtre d’essai permet de développer un objet de réflexion et semble trouver son représentant le plus éminent en Rafael Suárez Solís (1881-1968), journaliste asturien incorporé à Cuba. José Montes López (1901), Vicente Martínez (1908-1962) ou Paco Alonso (1906) mettent en scène les problèmes sociaux et sont classés a fortiori parmi les auteurs les plus notoires du théâtre social.
Montes López développe le thème dramatique de la lutte du paysan cubain contre l’appropriation illégitime de terre (Chano, 1937) ou contre la nature (La Sequía, 1938) dans un conventionnel populisme pittoresque. Martínez, journaliste, voue ses efforts à un théâtre social de thèse, de dénonciation d’une société pernicieuse et de propagande. Dans El psicólogo (1951), il exerce une satire contre la psychologie. Mais le théâtre de l’auteur-directeur Paco Alonso s’inscrit, poussé par des motifs politiques de la troisième génération, dans un cadre aux allusions directes à l’actualité nationale : son œuvre se convertit en une satire de cette actualité et des problèmes sociaux fondamentaux divers pouvant aller de la discrimination raciale (Hierba hedionda, 1951), du drame de l’industrie sucrière (Cañaveral, 1950) au thème ancien afro-cubain et anti-esclavagiste (Yari-yari, mamá Olúa, 1940).
Il convient d’ajouter que le théâtre de la troisième génération s’est consacré à son orientation propre, axée sur un développement de la représentation du réel et du lyrisme. Carlos Felipe (1914-1975) a beaucoup apporté de sa variété au perfectionnement du théâtre à Cuba. Au réalisme psychologique de son théâtre, s’ajoute une certaine fantaisie, juxtaposant par exemple le nœud social chinois au peuple cubain (El Chino, 1947). Virgilio Piñera permet une transfusion de la contemporanéité cubaine dans l’univers légendaire et dramatique grec (Electra Garrigó). Antonio Vásquez Gallo (1919), à l’opposé de ce symbolisme, s’attache au réalisme et au thème rural, et la femme peintre, María Alvarez Ríos (1919), se consacre à la satire des mœurs et à l’évocation historique du passé colonial.
À la fin des années 1940, apparaissent de nouveaux auteurs tels que Paco Alonso, qui organise le Théâtre Populaire, ou Virgilio Piñera (1912-1979), marquant un nouvel avancement de la création dramatique par l’empreinte d’une agitation sociale et d’une projection révolutionnaire. Avant la révolution de 1959, le théâtre s’organise et fonctionne à l’aide de petites salles (teatros de bolsillo), limitées par leur capacité d’accueil, par l’aspect économique et ne permettant ni aux dramaturges d’écrire davantage ni une représentation suffisamment fréquente de scènes théâtrales cubaines.

## Poésie

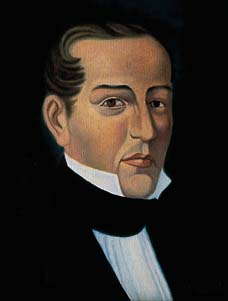
José María Heredia y Campuzano

La poésie constitue aussi l’un des vestiges de l’expression artistique à Cuba car, malgré la prétendue existence d’une poésie lyrique précolombienne, nous pouvons situer la poésie lyrique cubaine vers le début du XVIIe siècle même si celle-ci, primitive, n’a pu parvenir jusqu’à nous. Le XVIIe siècle est marqué par l’écrivain canarien Silvestre de Balbao Troya y Quesada (1563-1649) et son poème épique Espejo de paciencia (1608), suivant l’épopée italienne de Ercilla et la mythologie de la Renaissance, l’aspect de la vie quotidienne et la composition sociale de l’époque. Ce n’est qu’au XVIIIe siècle que l’expression poétique prend sa forme écrite, souvent dans les journaux.
Les trois poètes considérés comme véritablement importants sont Manuel de Zequeira (1764-1846), Manuel Justo Rubalcava (1769-1805) et Manuel María Pérez y Rámirez (1772-1852) (dont la production poétique s’est perdue). Zequeira et Rubalcava se distinguent par leur inclination pour la rhétorique et pour la célébration de la nature cubaine et de sa flore, à travers leurs poèmes respectifs Oda a la piña et Silva cubana. Ces deux compositions marquent la période néoclassique qui va se prolonger jusqu’à la troisième décennie du XIXe siècle durant laquelle va faire son entrée la grande figure importante de la poésie lyrique, José María Heredia.
José María Heredia y Campuzano (1803-1839) appartient à la période du Romantisme mais est également le premier chantre de la liberté de la patrie et le premier poète à souffrir de l’exil pour elle. Il est possible de distinguer deux périodes du Romantisme. Le premier mouvement a pour représentants Heredia, Plácido (pseudonyme de Gabriel de la Concepción Valdés, 1809-1844), José Jacinto Milanés et Gertrudis Gómez de Avellaneda.
Le second mouvement se compose de Rafael María de Mendive (1821-1886), Joaquín Lorenzo Luaces, Juan Clemente Zenea (1832-1871) influencé par Musset ou Luisa Pérez de Zambrana (1835-1922) et se distingue par son importance méthodologique mais également par ses régressions et ses anticipations de la norme esthétique. Plácido est influencé par le Romantisme et le Néo-classicisme. De moindres auteurs vont affirmer leur personnalité. Citons Francisco Poveda y Armenteros qui a pris le paysan et les arbres cubains comme thèmes poétiques, Domingo del Monte (1804-1853) au dessein populiste dans ses Romances cubanos et qui organise des cercles littéraires privés.
José Fornaris (1827-1890) crée un mouvement siboneyista en correspondance avec la recherche de thèmes vernaculaires à poétiser. Ce mouvement semblable au criollismo tend à défendre l’intérêt national des natifs qu’il revendique contre le colonialisme. Le poète esclave et lyrique Juan Francisco Manzano (1797-1854) constitue une poétique qui emprunte quelques traits autobiographiques et s’oppose à l’esclavage.

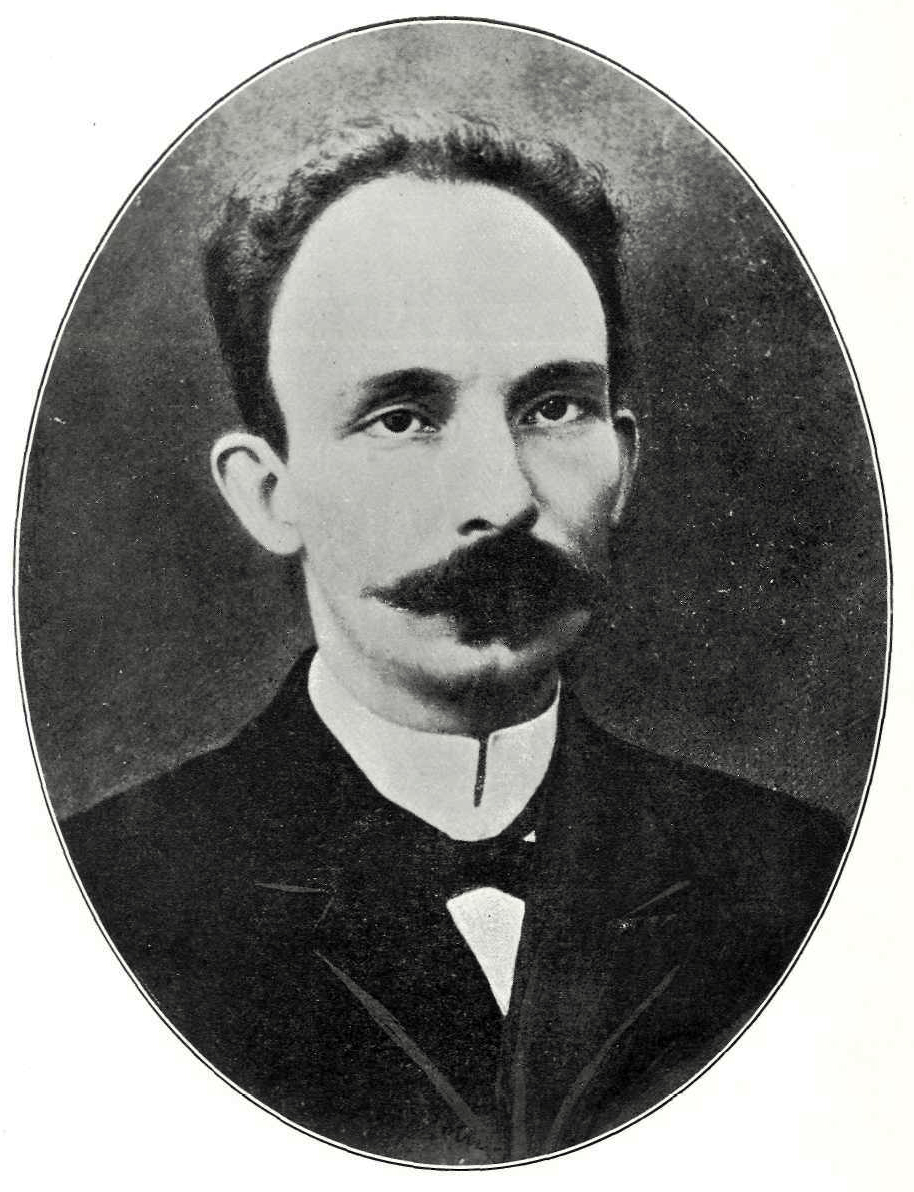
José Martí, héros national et poète

Le mouvement moderniste de la fin du XIXe siècle est renforcé par l’éminence de deux figures : José Martí (1853-1895) et Julián del Casal (1863-1893). L’initiateur du mouvement – aussi bien en prose qu’en vers – est Martí qui inaugure les nouveaux modes d’expression lyrique et fait culminer dans sa poésie la ligne directrice patriotique commencée par Heredia. « L’Apôtre de l’Amérique » incarne avant tout l’idéal de l’artiste engagé avec le peuple. L’œuvre de Casal, chargée de pessimisme et de mélancolie, est dominée par l’influence de Charles Baudelaire, Leconte de Lisle, et l’auteur de Los Trofeos est imprégné par l’œuvre de ces symbolistes et parnassiens. Cependant, le modernisme à Cuba n’a fait qu’une timide et médiocre apparition contrairement aux autres pays de l’Amérique latine.
Pour la période du XXe siècle, la poésie semble représenter une marque claire de l’évolution des générations. La première génération se caractérise par les écrits de quelques disciples de Casal mais surtout par une liquidation du modernisme. La deuxième génération, celle de Regino Eladio Boti (1878-1958), Agustín Acosta (1886-1979), José Manuel Poveda (1888-1926), correspond à une postmodernisation et à une rectification du lyrisme propagé par le Nicaraguayen Rubén Darío sur l’ensemble de l’Amérique latine. Cette génération, considérée comme la génération de l’avant-garde du groupe « Minoriste », organisée dès 1925 autour de la Revista de Avance, est poétiquement scindée en deux : elle reprend soit les inflexions de l’après Première Guerre mondiale soit le thème afro-cubain versé dans le folklore. La troisième génération de 1940 généralise la métaphore.
Si le début du XXe siècle voit affluer de jeunes versificateurs, quelques-uns ont voulu récupérer le modernisme de Casal. Parmi ceux-ci, citons simplement Federico Uhrbach (1873-1931) et son frère Carlos Pío (1872-1897). Or, la réitération de thèmes et de formes détermina la décadence du modernisme. C’est précisément en réaction à cette décadence que va se former le postmodernisme, regroupant la première et la plus avancée des générations de ce siècle. Raimundo Lazo nous explique les deux directions prises :
- une poésie « du concept, de la métaphore et l’image cérébrale et de l’élaboration formelle » ;
- une poésie « sentimentale, de l’émotion contenue, dépurée et insinuée, humaine ».

Entrent dans le premier choix des auteurs tels que Boti et Poveda, dans le second, Acosta et Felipe Pichardo Moya. La rénovation poétique ne se produit pas dans la capitale, mais dans les provinces de Matanzas ou d’Oriente.
Regino Boti s’évertue à éloigner sa poésie du vulgaire et de l’inexpressif (réaction de l’anti-poésie contemporaine) et à chercher, à travers le néo-parnassianisme, à communiquer une émotion grâce à l’union de la nature et de la métaphore, de l’image originale. Poveda, influencé par les parnassiens, les symbolistes français, réalise une poésie cérébrale en y incluant la mythologie gréco-romaine, la nostalgie, les raffinements ou le pessimisme face au quotidien et au vulgaire. Acosta opte pour une poésie lyrique (sentimental, patriotique, de réflexion) et pour une poésie sociale (La Zafra, 1926), condamnant le drame de l’industrie sucrière et montrant le contraste entre la beauté de la nature et la richesse du monde de l’industrie sucrière ou bien la misère des travailleurs de la terre. Pichardo Moya évoque son attachement à l’autochtone (indigène, africain ou par son chant) sous la forme de l’églogue ou de l’élégie.
Parmi les précurseurs de la poésie dite « pure » des années 1930, se détache Mariano Brull (1891-1956). Traducteur de Valéry, il entame un processus de dépuration dans l’évolution de la poésie et se concentre sur une réalité idéale conçue dans un cadre purement poétique. Raimundo Lazo évoque surtout une génération qui « cache son lyrisme dans l’ironie sentimentale » lorsqu’elle ne dévie pas dans l’essai ou le journalisme. Entrent dans cette catégorie José Zacarías Tallet (1893-1919) dont la poésie se fonde sur les aspects contradictoires de la vie et de son quotidien triste ou stoïque, María Villar Buceta (1899-1977) dont l’œuvre se caractérise par des traits d’humour et de mélancolie, Rubén Martínez Villena (1899-1934), sentimentaliste et élégiaque, ironique ou sarcastique (Defensa del miocardio inocente).
Si les années 1920 conditionnent une poésie sociale (relativement rare) de nouveau type, marquée par une projection anti-impérialiste (Acosta ou Pichardo Moya), la cause prolétaire est apportée par Nicolás Guillén (1902-1989), Manuel Navarro Luna (1894-1966) ou plus tardivement, Félix Pita Rodríguez (1909), entre autres. Les titres sont révélateurs : Surco (1928), La tierra herida (1936) de Navarro Luna apportent une note idéaliste à cette poésie. Un autre auteur, Regino Pedroso (1896-), s’attache au thème exotique dans sa collection La ruta de Bagdad y otros poemas (1918-1923) ou s’intéresse à la poésie de la négritude (Hermano negro).
L’intérêt nouveau revêtu par la présence nègre est d’autant plus évident pour cette génération dite de l’avant-garde qu’elle justifie l’œuvre du grand poète Nicolás Guillén. Celui-ci donne au folklore afro-cubain et à son aspect social un caractère artistique universel. Sa poésie afro-cubaine reflète une synthèse ethnique, élémentaire, primitive qui va jusqu’à lui attribuer une particularité transcendantale. Guillén cristallise le métissage (Motivos de son, 1930 ; Sóngoro cosongo, 1931). Il laisse, dans la génération suivante, le problème racial de l’Afro-cubain et de son intégration et vise les thèmes de l’actualité, du souvenir, de la patrie, de l’amour et de la liberté. Sa poésie sociale devient militante pour la guerre d'Espagne (España, 1937) et s’attache à quelques notes lyriques (Tengo et Poemas de amor, 1964).
Emilio Ballagas (1910-1954), grand connaisseur des littératures hispaniques, anglaises et françaises, cultive également ce folklore afro-cubain. Poète idéaliste, religieux, il chante la gloire de Martí et est considéré comme le grand lyrique de l’émotion. Eugenio Florit (1903-) se révèle être un poète aussi éminent que Ballagas, dans cette période de maturité des années 1930-1940.
Selon Fernández Retamar, la génération de l’entre-deux générations (1933/1959) conserve la pensée vivante marxiste (cf. la littérature sur la cause prolétaire) et se consacre à la poésie qui s’exprime dans les revues comme Orígenes (1944-1956), guidée par José Lezama Lima. Las de la corruption du gouvernement des « Authentiques », du climat asphyxiant pour la poésie sous la dictature de Batista, les nouveaux poètes adoptent l’hermétisme et l’évasion. Cette génération dite « transcendantaliste » par Fernández Retamar s’organise autour de José Lezama Lima (1910), du prêtre Angel Gastelú (1914), de Virgilio Piñera (1912-1979), du grand critique Cintio Vitier (1921), ou d’Eliseo Diego (1920-1994). Avec ce groupe, l’intérêt pour ce qui est nègre s’évapore et le pittoresque des générations précédentes est rejeté pour livrer un universalisme imaginaire.
Cette génération poétique, essentiellement lyrique, donne dans l’esthétisme individualiste, imaginatif et intellectualisé, qui, par son apport socio-culturel interne ou étranger (symbolisme, emploi de l’allégorie, abstractionnisme métaphorique), offre une poésie pour initiés. Si elle dévie par le classicisme du XVIe siècle, par le cultéranisme du XVIIe siècle, ou le symbolisme du XXe siècle, elle tend à vouloir suggérer d’autres valeurs cachées, d’autres significations.
L’essai, le roman ou le conte sont des genres apparus plus récemment dans la littérature cubaine que le théâtre ou la poésie.

### Galerie

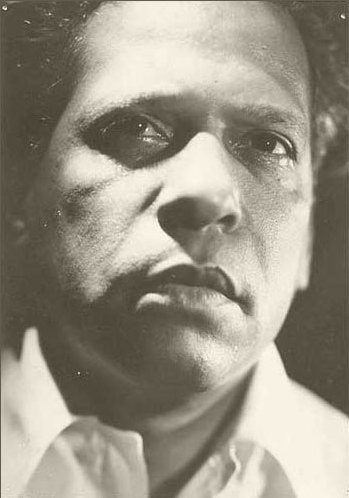
Nicolás Guillén
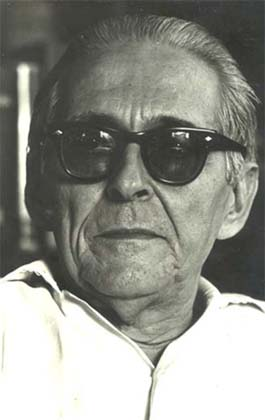
Félix Pita Rodríguez
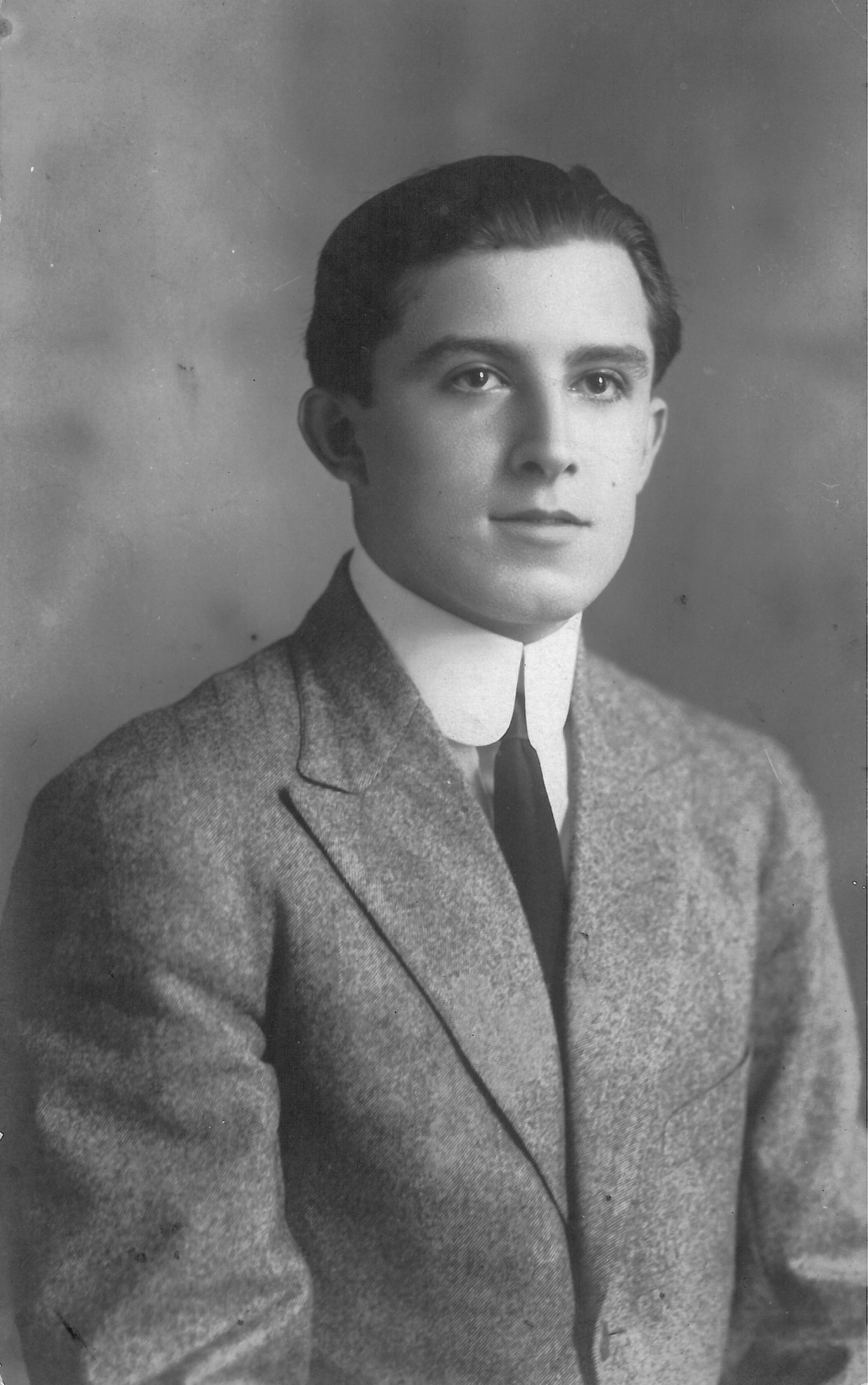
Mariano Brull
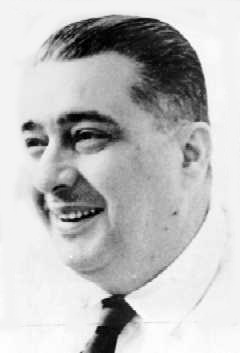
José Lezama Lima
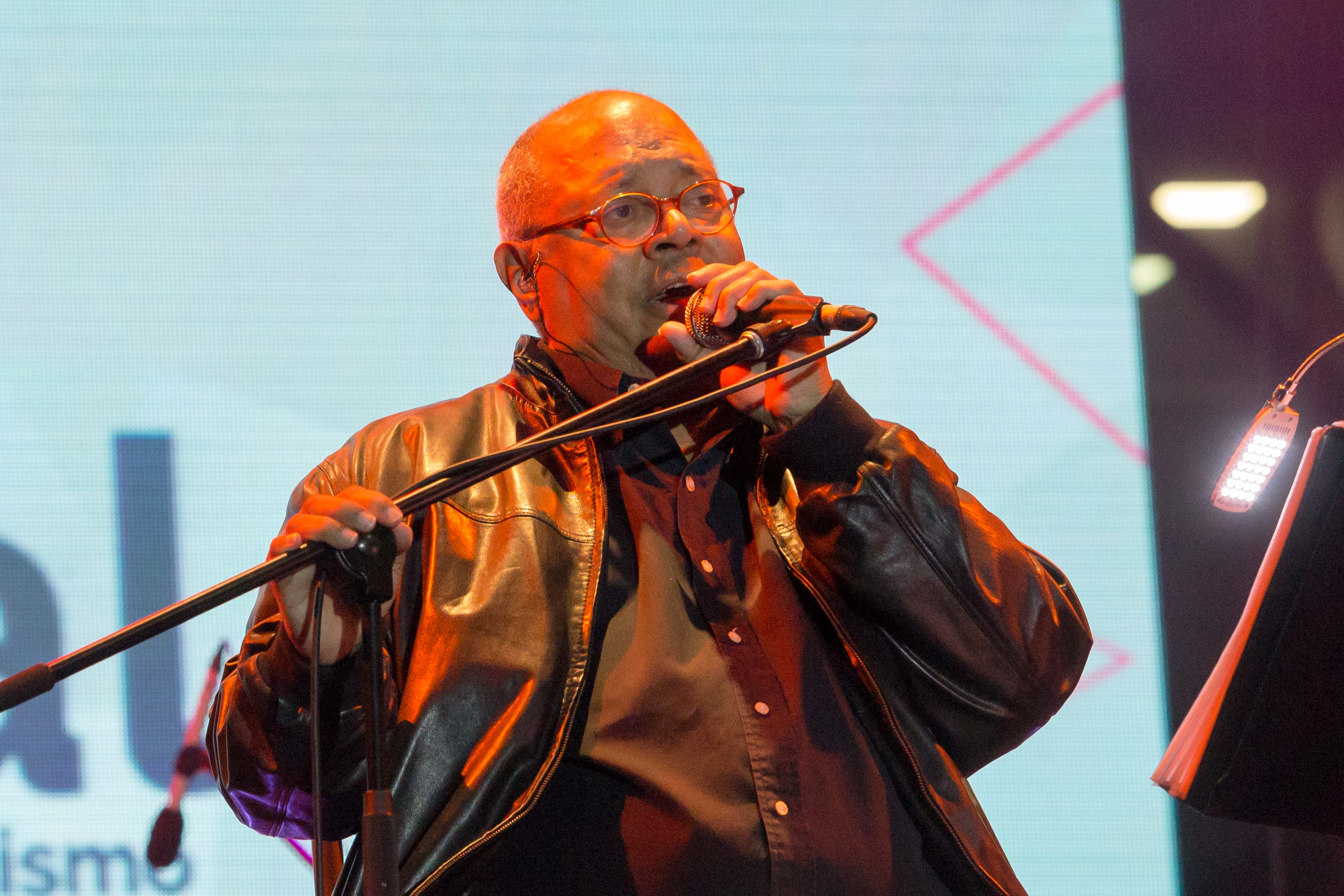
Pablo Milanés
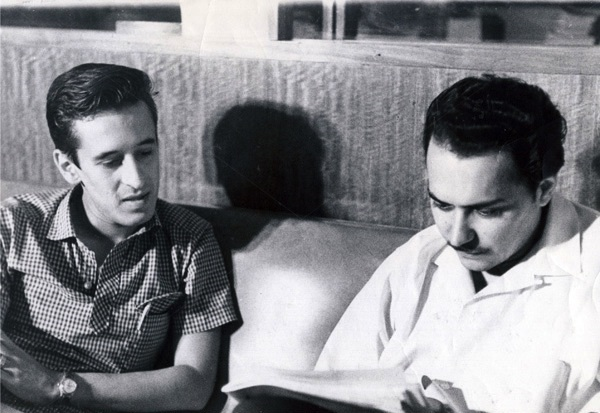
Fayad Jamís (es)
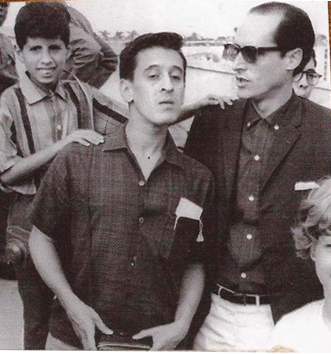
Roberto Fernández Retamar
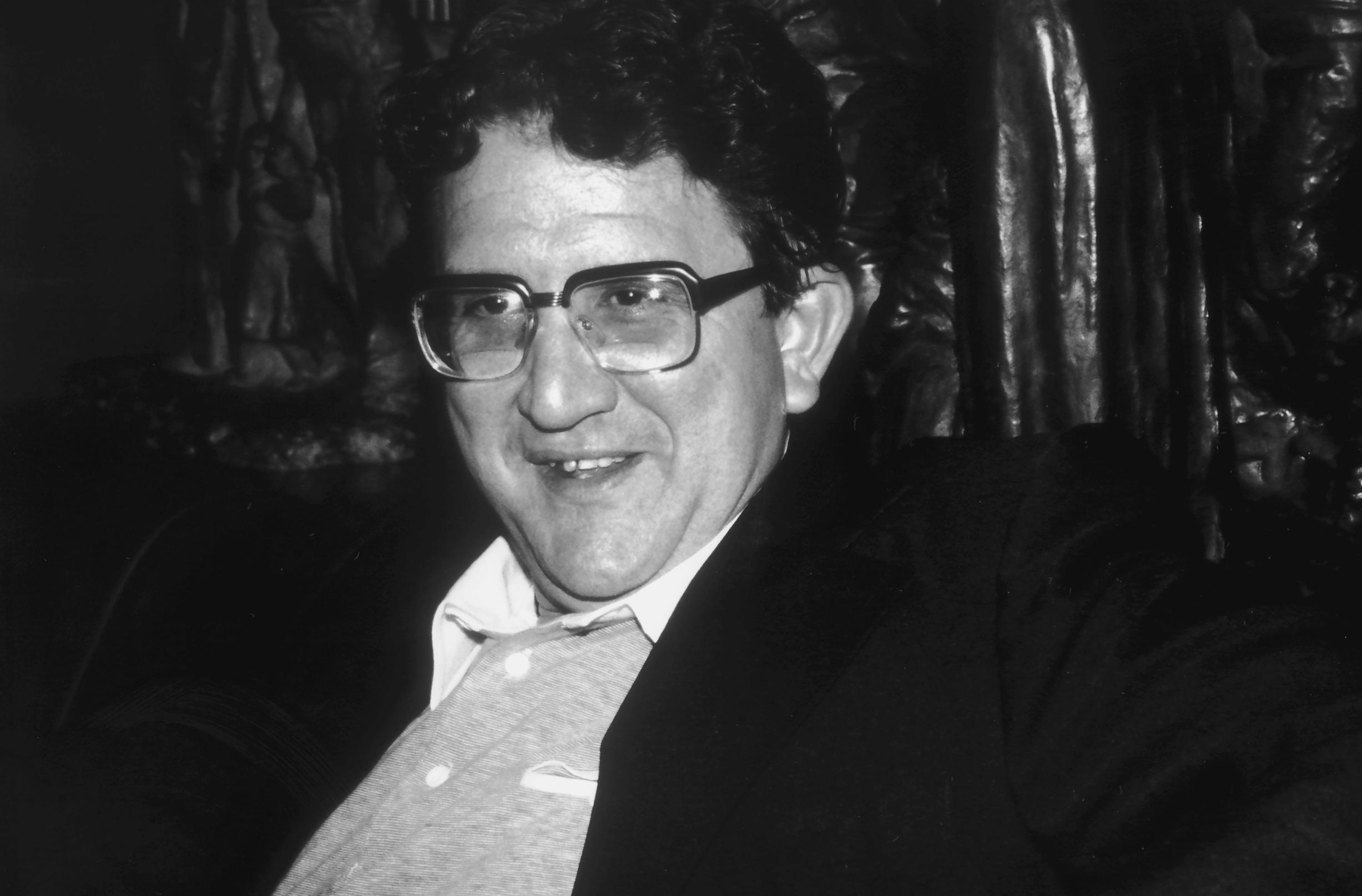
Heberto Padilla
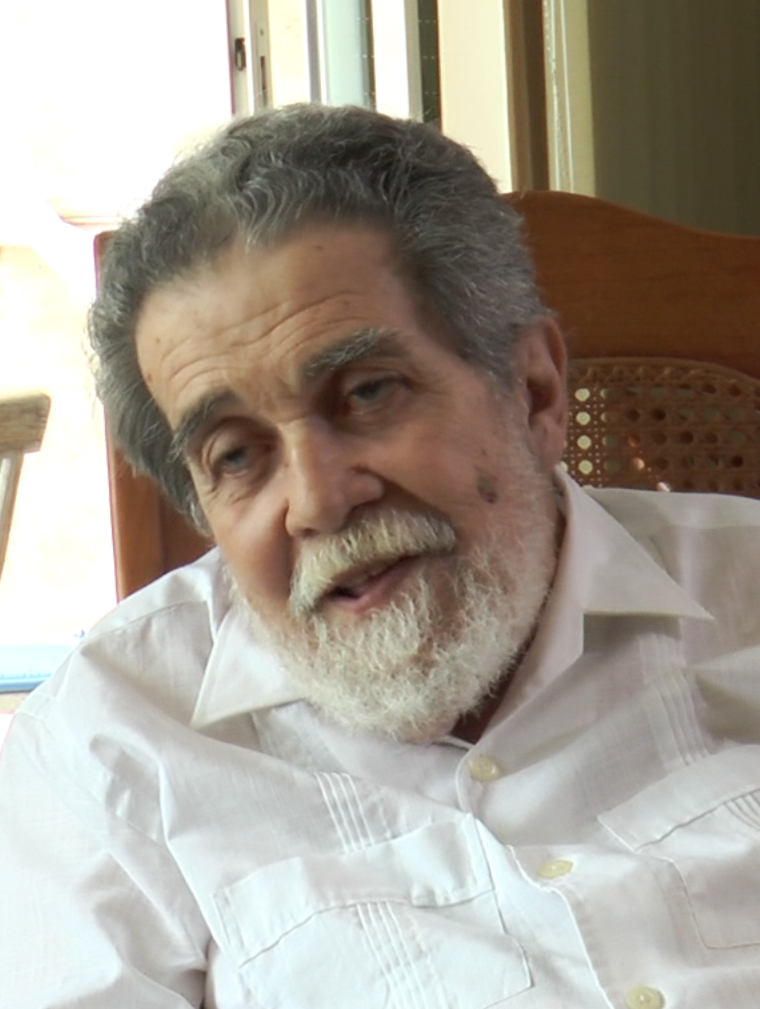
Manuel Díaz Martínez (es)
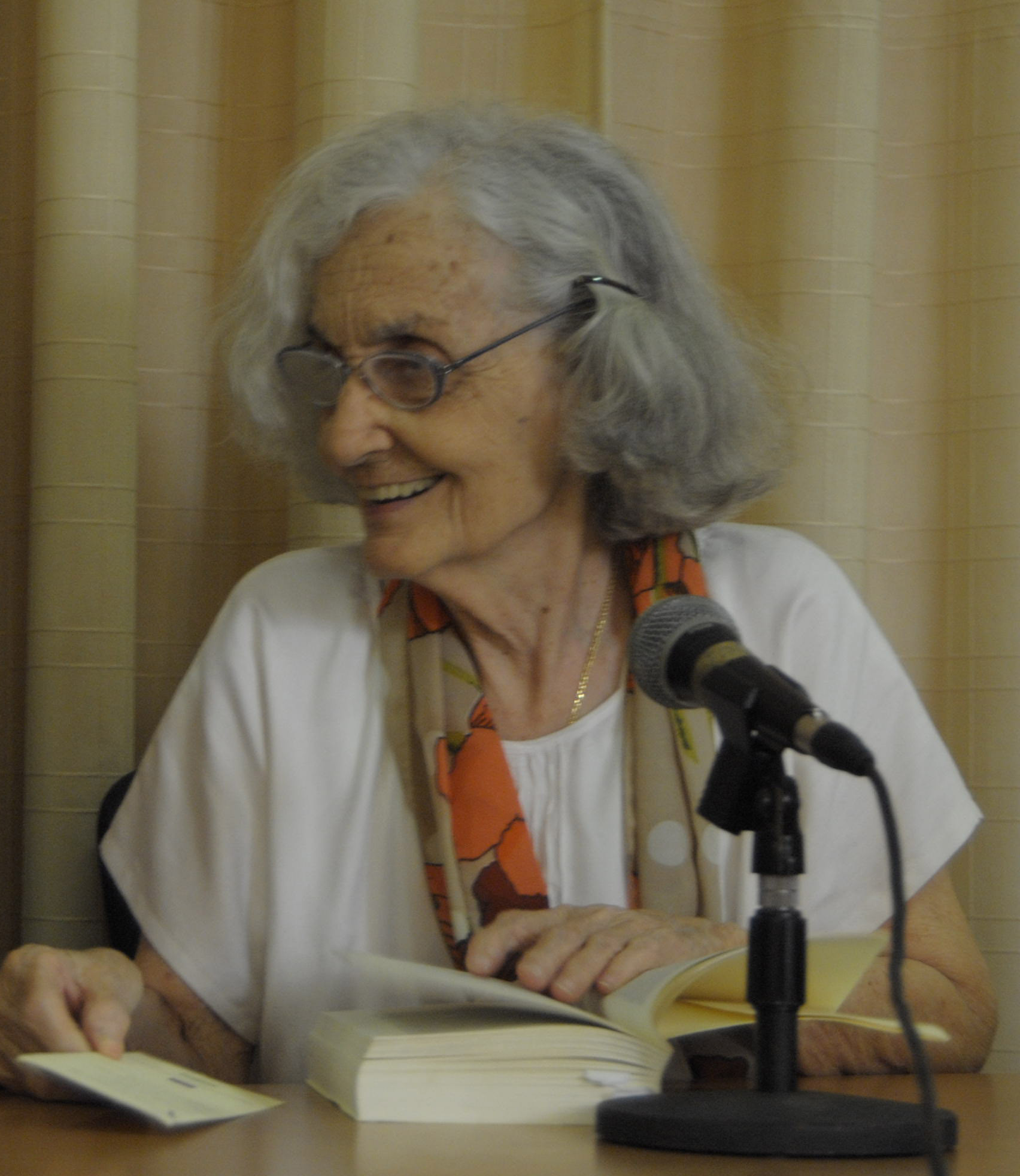
Fina García Marruz
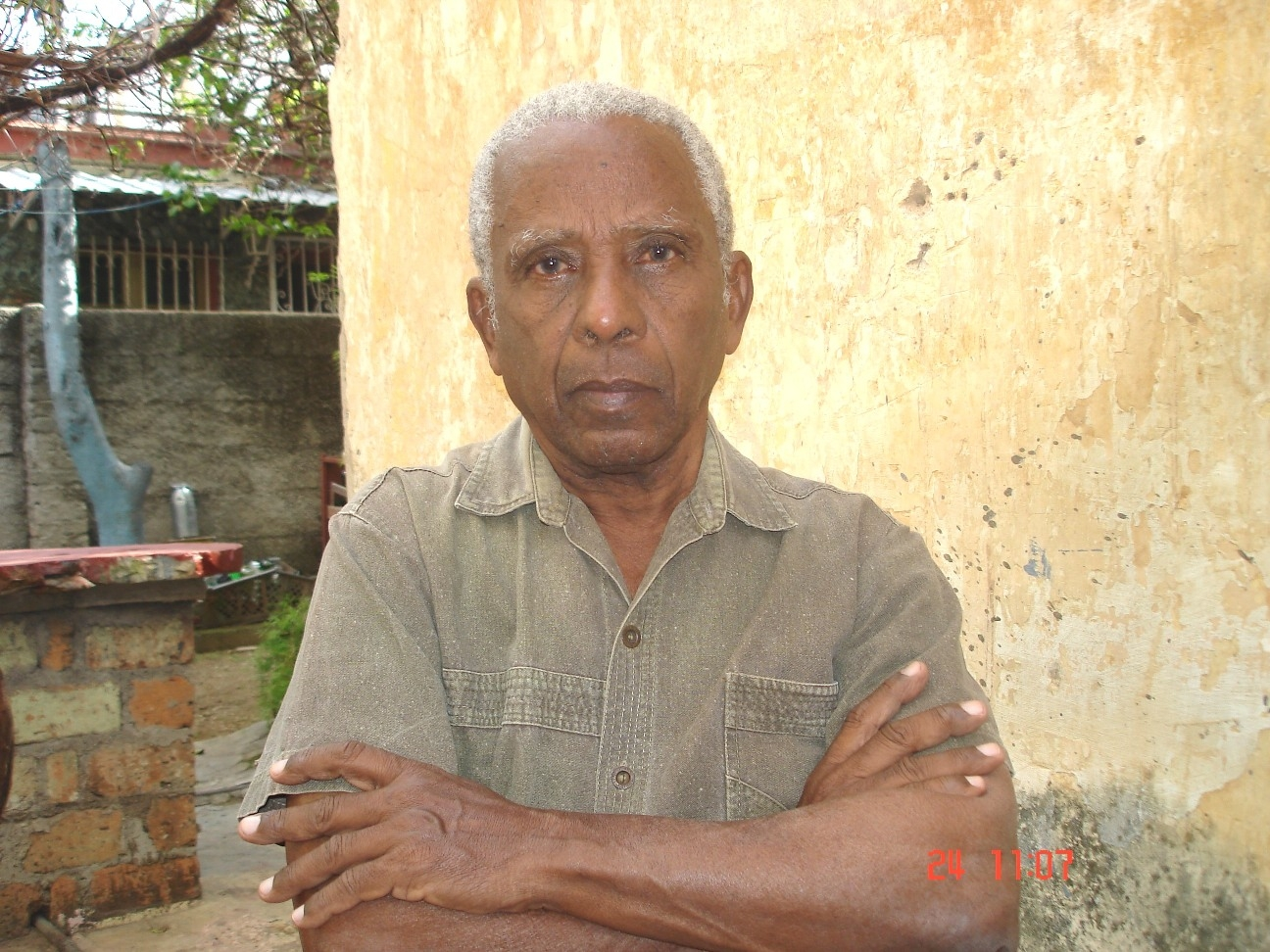
Domingo Alfonso (es)
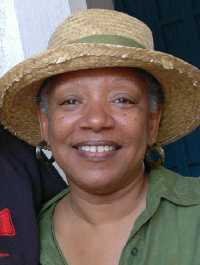
Nancy Morejón
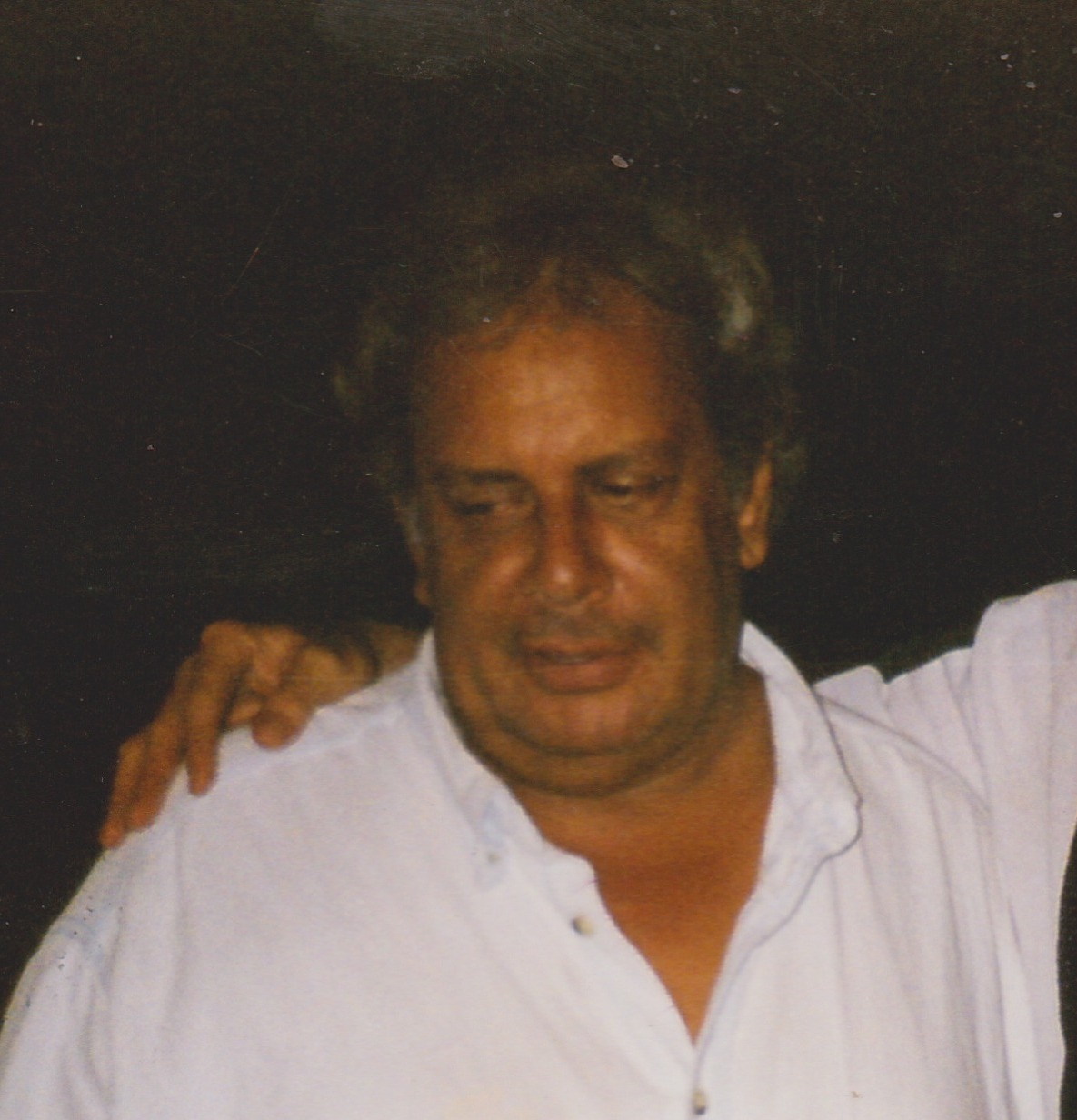
Raúl Rivero

## Essais
L'essai, genre flexible, moderne, ayant pour représentant notoire Michel de Montaigne, n’a pu acquérir sa popularité qu’en fonction de la généralisation des publications à caractère littéraire dans la presse et sa singulière prospérité coïncide avec les époques de crises où les anciennes valeurs sont mises en cause et où de nouvelles s’imposent. Ce n’est qu’au moment de l’apparition au XIXe siècle des premiers écrivains notoires que nous pouvons évoquer ce genre même s’il est possible de constater quelques ébauches d’anticipations réalisées par José Agustín Caballero (1762-1835) dans ses articles publiés dans le journal Papel periódico (1790) ou encore par Francisco de Arango y Parreño (1763-1837), engagé à transformer le comptoir de l’île en une riche colonie de plantations. Felix Valera (1787-1853) se fait valoir dans ce genre par son Miscelánea filosófica (1819) ou divers articles publiés dans El Habanero (1824). Son œuvre coïncide avec l’apparition du genre à Cuba et avec les premières manifestations du sentiment national et de l’idéal d’indépendance.
Le XIXe siècle, marqué par des contradictions politiques, économiques ou sociales, a donné naissance à des essayistes, porte-voix de la problématique nationale menacée par le capitalisme industriel contemporain. Le patriciat José Antonio Saco (1797-1879) a écrit de rigoureuses analyses économiques et sociales reprises sous le titre Colección de papeles en 1858-1859. José de la Luz y Caballero (1800-1862), autre patriciat, a mené son œuvre nationaliste à travers l’enseignement. Domingo del Monte (1804-1853) s’identifie avec le conservatisme créole et se fait connaître par ses travaux de critique littéraire. Nous pouvons trouver trace d’essais écrits par d’autres écrivains : Manuel González del Valle (1802-1884), Ramón de Palma (1812-1860), Antonio Bachiller y Morales (1812-1889), Anselmo Suárez y Romero (1818-1878).
Le premier grand poète cubain, José María Heredia y Campuzano, se classe parmi les essayistes avec Ensayo sobre la novela et auquel s’ajoutent José Jacinto Milanés, Gertrudis Gómez de Avellaneda (pour des articles de critique littéraire) ou Juan Clemente Zenea qui publie ses articles dans la Revista Habanera (1861-1862). Enrique Piñero (1839-1911) s’est penché sur les courants littéraires qui ont jalonné le XIXe siècle. Mais avant les guerres d’indépendance à Cuba, l’essai demeure un genre pauvrement cultivé au sein de la période moderniste. Dans les années 1880, l’essai devient un genre davantage favorisé : il réitère les premières manifestations, les premières analyses critiques de la problématique nationale et des racines du peuple cubain. Deux publications se font l’écho de cette conscience collective : la Revista de Cuba (1877-1884) et la Revista Cubana (1885-1895), dirigée par Enrique José Varona (1849-1933). Les préoccupations idéologiques et politiques de Varona, auteur de formation classique, vont s’étendre jusqu’au premier tiers du XXe siècle. Ses essais qui ont servi d’exemples sont contenus dans Desde mi belvedere (1907) et Violetas y ortigas (1917).
Par ailleurs, une série d’orateurs s’est regroupée sous la bannière autonomiste, primant les qualités tribunitiennes, et parmi lesquels se détache un certain Rafael Montoro (1852-1933). Un autre grand orateur polémique et défendeur des valeurs nationales, Manuel Sanguily (1848-1825), a écrit des essais dans une revue, Hojas Literarias (1891-1894), qu’il a pratiquement rédigée entièrement. L’œuvre de José Martí (1853-1895) échappe d’autant moins à ce genre littéraire spécifique qu’aucun de ses livres ou commentaires et articles de journaux n’ont été composés pour appartenir à cette catégorie. Penseur et révolutionnaire, Martí s’est appliqué à montrer la voie avec Nuestra América ou avec ses critiques littéraires sur les auteurs nord-américains de son siècle, Emerson et Whitman.
Le XXe siècle montre pour l’essai une évolution mitigée. Si la maturité de certains essayistes du XIXe siècle (Varona ou Sanguily) est contemplée dans les deux premiers temps de la République, l’essai ne provoque qu’amertume et désillusion et n’attire que quelques amateurs du genre, influencés par la revue littéraire Cuba Contemporánea (1913-1927). Son évolution malgré tout notoire s’étend à la poésie intellectualisée, à la narration imaginative et non plus seulement à l’aspect purement polémique ou oratoire du siècle antérieur. Les écrivains de la première génération qui cultivent l’essai sont représentés par le poète Regino E. Boti, José Manuel Poveda, les narrateurs Jesús Castellanos (1879-1912), José Antonio Ramos (1885-1946) (également dramaturge), Luis Rodríguez Embil (1879-1954) et surtout Fernando Llés (1883-1949), Emilio Gaspar Rodríguez (1889-1939), Menardo Vitier (1886-1960), des journalistes comme Rafael Suárez Solís (1881-1968), ou encore Fernando Ortiz (1881-1969).
Inspiré par l’auteur uruguayen José Enrique Rodó, Jesús Castellanos se sert du journalisme, de la chronique, pour écrire ses essais. Rodríguez Embil, romancier et biographe de Martí, combine le journalisme littéraire avec l’essai, la méditation philosophique ou psychologique (El soñar de Segismundo, 1937 ; El imperio mundo, 1928). Llés s’interroge sur les questions sociales et politiques relatives aux relations entretenues entre l’individu et la société qui l’entoure, comme l’a entrepris Ramos. Emilio Gaspar Rodríguez traite de Cervantès et de son œuvre, des conquérants espagnols. Cintio Vitier s’intéresse à l’étude de Martí, à José de la Luz y Caballero et à Varona, aux auteurs philosophiques étrangers tels que Kant. Avec Vitier mais également avec Ortiz, l’essai trouve sa forme hétérogène par ses multiples sujets et une érudition abondante et solide. La biographie de Fernando Ortiz (1881-1969) offre un regard dense de ses spécialités sociologiques et historiques, vacillant entre l’essai, la monographie, les études biographiques, d’époques de l’histoire de Cuba, des cultures africaines et de leur transplantation sur l’île, des questions d’ordre tant culturel, social que politique qu’il serait difficile de réduire à cette synthèse.
Les essayistes de la seconde génération se distinguent par la promotion historique et « l’hypercritique iconoclaste ». L’esprit ensayístico a été nourri en particulier par la formation du Groupe Minoriste organisé autour de l’organe de presse Revista de Avance (1927-1930), qui proteste politiquement contre la corruption administrative sous le gouvernement du président Alfredo Zayas (1921-1923), en vue d’apporter des rectifications sociales, politiques et une révision des valeurs culturelles. L’essai, qui représente la voix littéraire de cette génération, se scinde en deux groupes : les essayistes critiques et imaginatifs enclins à l’analyse logique, psychologique ou historique, marquée par une certaine érudition ; les essayistes intimement attachés à la monographie ou aux travaux d’ensemble sur la culture, l’histoire et plus particulièrement sur l’histoire littéraire.
Le premier groupe se compose de Jorge Mañach (1898-1961), le plus important, qui a étudié Martí, la philosophie de Varona, s’est opposé au président Machado dans ses articles, Juan Marinello (1898-1977), poète lyrique, marxiste, qui a donné à l’essai une note poétique et a laissé une œuvre riche sur l’analyse d’auteurs et de thèmes généraux de littérature, de culture, d’histoire générale et d’arts plastiques (Americanismo y cubanismo literario, 1932), Francisco Ichaso (1900-1962) pour ses chroniques, ses commentaires variés écrits dans un style journalistique, Rafael Suárez Sólis et son art verbal proche du sophisme.
Défini par une écriture où l’essai se combine avec le criticisme et l’aspect sentimental et érudit, le second groupe s’établit selon cette liste : José María Chacón y Calvo (1893-1969), auteur d’articles, de monographies et de conférences, spécialisé dans l’histoire de l’Amérique coloniale (Cedulario cubano, 1922) et l’histoire littéraire de Cuba (Ensayos de literatura cubana, 1922 ; Estudios heredianos, 1939), l’historien Elías Entralgo (1903-1966), Raúl Roa (1909), José Antonio Portuondo (1911) attaché à la réalité nationale encore aujourd’hui (Contenido social de la literatura cubana, 1914 ; El heroísmo intelectual, 1955 ; Crítica de la época y otros ensayos, 1965), Mirta Aguirre (1912), avec Un hombre a través de su obra : Miguel de Cervantes Saavedra (1948), El Romanticismo de Rousseau a Victor Hugo (1973).
Contre Machado se sont également opposés, dans leurs essais, et ont appartenu au Groupe Minoriste, des auteurs tels que Alejo Carpentier (1904-1980), Julio Antonio Mella (1905-1929), des narrateurs tels que Enrique Labrador Ruiz (1902), les critiques Raimundo Lazo (1904-1976) et Loló de la Torriente (1907). S’ajoutent à cette liste des auteurs appartenant au groupe de la revue Orígenes. Il s’agit naturellement de José Lezama Lima qui utilise l’expression baroque à des fins critiques (La expresión americana, 1957 ; Tratados en La Habana, 1958), de Cintio Vitier pour sa critique fondamentale, Lo cubano en la poesía (1958). Apportent également leur contribution des écrivains confiant dans les doctrines marxistes-léninistes tels que Carlos Rafael Rodríguez (1913) ou l’historien Sergio Aguirre (1914).

## Romans
Le roman n’apparaît dans la littérature cubaine qu’au XIXe siècle au moment de l’expansion d’une double tendance universelle : le romantisme et le réalisme critique, attribuant une place privilégiée à l’historien littéraire. S’il n’est possible de parler véritablement du roman comme genre littéraire qu’à partir de 1837 grâce aux romanciers Cirilo Villaverde (1812-1894) et Ramón de Palma, des auteurs tels que José María Heredia, José Victoriano Betancourt (1813-1875), Domingo del Monte, Antonio Bachiller y Morales ont marqué les débuts de la narration dès les années 1830.
José Victoriano Betancourt compose en 1831 El Castillo de Kantín. De même, il existe des références à un roman moral écrit par un auteur anonyme en 1834, Las vacaciones en la estancia. Mais les critiques reconnaissent surtout l’importance attribuée à l’apport de la première expression de la tendance indigéniste dans la prose cubaine, apport que l’on doit à Villaverde et à Palma et qui marque symboliquement les débuts du genre romanesque à Cuba.
Les premières ébauches du roman cubain datent de 1837 avec Matanzas y Yumurí de Villaverde. Le premier roman qui traite du thème de l’esclavage a été écrit en réalité, à Cuba, par un Colombien, Félix Tanco (1797-1871) (Petrona y Rosalía, 1838). Francisco de Anselmo Suárez y Romero (1880) dénonce la vie misérable des esclaves et les châtiments qu’ils endurent ; l’accusation contre l’esclavage n’est cependant qu’implicite. Villaverde traite également ce thème dans son célèbre roman-phare Cecilia Valdés (1882), retraçant une vaste fresque de la vie cubaine des années 1830. Gertrudis Gómez de Avellaneda, évocatrice du mythe « espagnoliste », prend parti en faveur des Aztèques contre les conquérants espagnols dans Guatimozín. Le thème de la subite ascension d’un personnage par des moyens sans ressentir de scrupules a été évoqué par deux romanciers importants du XIXe siècle : Ramón Meza (1861-1911) (Mi tío el empleado, 1887) et Nicolás Heredia (1855-1901) (Un hombre de negocios, 1883). La pensée naturaliste ne pénètre à Cuba qu’à la fin du XIXe siècle grâce à Martín Morúa Delgado (1857-1910) qui l’introduit et représente encore l’un des rares écrivains cubains à la cultiver (Sofía, 1891 ; La familia Unzúazu, 1901).
Si le XIXe siècle s’achève sur un franc retard du roman en comparaison du développement évolutif du genre dans la littérature universelle, la production romanesque dans l’ensemble de l’Amérique hispanique n’est guère prodigue quant aux œuvres de ce type de transcendance esthétique. Il convient par ailleurs d’insister sur le passage du genre romanesque du XIXe au XXe siècle. L’Histoire des guerres d’Indépendance aurait pu influer sur le choix thématique et devenir un sujet obligé pour le roman cubain du début du XXe siècle. Or, il n’en est rien. Quelques auteurs connus comme Jesús Castellanos (La manigua sentimental, 1910), Emilio Bacardí (1844-1922) (Vía Crucis, 1910-1914) ou Luis Rodríguez Embil (La insurrección, 1910) se sont attachés à la narration de ce passé héroïque immédiat, hésitant entre tradition historique et rupture moderniste, marquant déjà la progression numérique du roman. La nouveauté résiderait dans le traitement de la représentation des Guerres dans le cadre du roman d'aventures. Ce début de siècle correspond à la frustration des aspirations révolutionnaires face à la République qui se convertit en thème récurrent pour la jeune génération d’écrivains qui surgit. Ce thème est développé sous sa forme idoine naturaliste (théorisée par Zola).
Le roman doit son développement, au début du siècle, principalement à cinq noms véritablement importants : Miguel de Carrión (1875-1929), Jesús Castellanos, Carlos Loveira (1882-1928), José Antonio Ramos et Luis Felipe Rodríguez (1884-1947). La vision panoramique réalisée par Raimundo Lazo permet de définir certaines tendances : José Antonio Ramos allie l’interprétation sociale du passé et l’actualité imprégnée du processus national (roman historique), Carrión développe le roman psychologique, Loveira se penche sur le roman social, Luis Felipe Rodríguez s’intéresse à l’homme, à l’amour de la terre et à la vie semi-rurale de petit village, Jesús Castellanos fige le roman psychologique et social moderniste.
La tendance romantique-moderniste qui dérive du réalisme et des thèmes intimement liés à la dominante sociale, trouve également son expression dans la défense d’idéaux : par exemple, Ofelia Rodríguez Acosta (1902-1975) défend l’indépendance de la femme (La vida manda, 1929), Federico de Ibarzábal (1894-1954) dénonce la traite des esclaves africains (Tam-Tam, 1941), Loveira traite la question du mariage et du concubinage (Los inmorales, 1918) et dans l’œuvre de Carrión, la femme monopolise l’attention.
La tendance naturaliste — patron esthétique prédominant — représente, quant à elle, une forme dérivée du naturalisme au sens étymologique puisqu’elle relève davantage de la recherche sexuelle et scatologique que du naturalisme perçue par Zola. Cette tendance émane de son équivalent, la novela galante espagnole introduite à Cuba au début du XXe siècle.
À partir des années 1930, les premières tentatives de rénovation du roman apparaissent. Les inflexions surgies après la première guerre mondiale (avant-garde) font de timides apparitions. Une nouvelle vision de la réalité cubaine est engagée par le roman du "Minoriste" Alejo Carpentier, Ecue-Yamba-O (1933), une prose de l’époque de la négritude. L’esthétique naturaliste se poursuit avec notamment Enrique Serpa (1899-1968) dont l’œuvre Contrabando (1938) est souvent citée. Selon Raimundo Lazo, Enrique Labrador Ruiz (1902) a réalisé la plus grande et unique révolution stylistique dans le roman. Labrador Ruiz a voulu détacher le roman de la tendance naturaliste grâce à une nouvelle version personnelle palpitante, quelque peu surréaliste, d’abord expérimentale.
Mais c’est probablement Alejo Carpentier, parmi les auteurs les plus éminents, qui a su élever le roman cubain à la catégorie universelle avec El reino de este mundo (1949), Los pasos perdidos (1953), El acoso (1956), pour sa production antérieure à la révolution.
Le groupe Orígenes a donné aux Lettres cubaines des auteurs prestigieux, mondialement reconnus pour la qualité esthétique de leurs œuvres. Citons José Lezama Lima (1910-1976) pour l’essentiel Paradiso, publié en 1966 mais commencé bien avant la révolution, et Virgilio Piñera, lié au groupe, qui publia une seule œuvre avant 1959 : La carne de René (1952), influencée par Franz Kafka. Peu à peu les romanciers abandonnent définitivement le naturalisme.

## Contes
Les réelles réalisations prodigieuses d’ordre esthétique — qui ont certes permis au roman d’avancer dans son développement — sont surtout appliquées au conte.
Le conte ne fait son apparition que tardivement dans la littérature cubaine. Par ailleurs, le premier livre de contes attribué à Esteban Borrero Echeverría (1849-1906), Lecturas de Pascuas, n’est publié qu’en 1899. La terminologie du conte, qui reflète déjà une imprécision du genre, a trouvé chez les historiens sa confusion. Le conte serait une sorte de petit roman ou s’apparenterait à ce que l’on pourrait appeler une nouvelle. Le cuento et la novela corta sont difficilement différenciables.
Borrero Echeverría publie en 1905 le meilleur de ses contes — qui sont souvent d’ordre philosophique : El ciervo encantado, allégorie d’ordre historique, dépeignant la frustration révolutionnaire motivée par l’ingérence américaine et servant de critique de la bourgeoisie cubaine. En réalité, le conte de la thématique cubaine commence grâce à Jesús Castellanos et ses contes de De tierra adentro (1906). Ces contes, affiliés au naturalisme, renvoient à la thématique du paysan. Malheureusement, l’œuvre de Castellanos n’a pas trouvé de continuateurs de taille excepté Alfonso Hernández Catá (1885-1940), influencé par Guy de Maupassant, qui continuera la ligne directrice cosmopolite de son prédécesseur.
Raimundo Lazo a noté que le conte, né du processus de la narration imaginative, a été favorisé chez Castellanos par le modernisme et qu’après une certaine crise, le conte réaliste paysan à l’intention sociale a permis un resurgissement du genre pour évoluer vers le conte afro-cubain et finalement la pure fiction. La première génération permet la floraison du conte vernaculaire (vie rurale, ses types, ses conflits, son ambiance, le paysan pauvre et son folklore) et la seconde exploite le mouvement nativiste (exploitation du Noir, discrimination raciale, conflits sociaux de couches sociales, la ville opposée à la campagne). Le seul recueil important de contes d’auteurs cubains dont l’action ne se déroule pas à Cuba est celui de Luis Felipe Rodríguez, La Pascua de la tierra natal (1928).
En réalité, ce sont Miguel de Carrión et Carlos Loveira, influencés par le réalisme espagnol et le naturalisme français, les premiers à concevoir le conte comme un genre autonome mais leurs écrits sont considérés de moindre qualité par la critique (comme ceux de Luis Rodríguez Embil ou Miguel de La Torre (1884-1930)) que les contes de Jesús Castellanos. L’autre directive de Castellanos est suivie par Luis Felipe Rodríguez qui, avec Marcos Antilla (1932), se défait de l’aspect psychologique des écrits de Castellanos et de Catá et opte pour une concentration de l’aspect sociologique, poursuivant la finalité de mettre en relief les maux qui affligent le monde paysan cubain. Si l’avant-gardisme de cet auteur a été de rechercher également des valeurs autochtones, son influence a pesé de façon décisive sur la génération suivante.
C’est dans les années 1920 que le conte gagne semble-t-il la faveur du public et ses « lettres de noblesse » jusqu’à ce qu’il devienne « le genre le plus populaire » et le plus florissant avec la poésie.
Les années 1930 sont marquées par une littérature cubaine qui accorde la priorité aux problèmes politiques, sociaux et économiques qu’elle dénonce explicitement. À cette période s’opère une sorte de transition par rapport aux contes des deux décennies précédentes qui est de l’ordre de l’engagement et des thèmes. Par ailleurs, la culture assimile les nouvelles techniques narratives des conteurs américains (O. Henry en particulier) puis de Joyce et de Kafka. C’est le cas de Lino Novás Calvo (1905-1983) dont les contes adoptent la technique cinématographique ou de Federico de Ibarzábal et du mélodramatique Enrique Serpa, fortement influencés par Conrad. Appartiennent à cette période également les contes « expressionnistes » voire irréalistes d’Arístides Fernández ou ceux, dynamiques et influencés par O. Henry, de Pablo de la Torriente Brau (1902-1936), mort en Espagne pour défendre la République.
D’une manière synthétique, le conte réaliste paysan cubain a connu ses meilleures interprétations grâce à Luis Felipe Rodríguez, Dora Alonso (1910) avec Tierra adentro (1944) et Onelio Jorge Cardoso (1914-1987) publié après 1959. Le conte « artistique » développé par le romancier, conteur et anthologue de contes, Ibarzábal, doit sa dénomination au lyrisme de l’auteur. Ses contes (Derelictos, 1937 ; La Charca, 1938) évoquent la mer et les marins. Serpa, avec ses contes, Felisa y yo (1937), Noche de fiesta (1951), donne sa vision personnelle du naturalisme. D’autres conteurs aux thèmes variés se détachent : Carlos Montenegro (1900) s’est intéressé aux travaux de la mer, des usines et du bagne.
Le thème dit « négriste », afro-cubain, très en vogue dans les années 1930 en Europe, ne peut être considéré comme un simple caprice de mode à Cuba. Le Noir étant le plus authentique représentant du peuple car il est le plus brimé, il s’agit de remettre à la page une culture noire enrichissante, une source populaire de racines africaines où traditions, mythes, musiques ou religions sont restés vivaces. À l’instar de Fernando Ortiz, Lydia Cabrera (1900), avec Cuentos negros de Cuba (1940) ou Por qué… (1948), Rómulo Lachatañeré (1910-1952) et Ramón Guirao (1908-1949) se sont intéressés aux légendes et aux traditions ancestrales amenées d’Afrique, au folklore noir, conservés dans leur caractère primitif et retranscrits sous la forme du conte.
Depuis les années 1940 et jusqu’à 1959, la production du conte est particulièrement féconde. Si le folklore, le caractère social (références aux classes les plus exploitées et les plus démunies) et autochtone marquent l’art narratif de cette période, nous n’oublions pas les autres tendances qui attestent l’évolution du genre : Félix Pita Rodríguez et ses contes ironiques, Dora Alonso et ses contes paysans, Rosa Hilda Zell et sa critique sociale ou surtout la place que laisse le conte cubain radicalement réaliste jusqu’en 1940 au conte d’imagination, au conte fantastique. Alejo Carpentier fait de nombreux émules lorsqu’il écrit son recueil Guerra del tiempo (1958) où la conception du « réel merveilleux » est prépondérante. Progressivement, le conte allégorique, le conte fantastique, la science-fiction obtiennent un franc succès et ont pour auteurs Eliseo Diego (1920-1994), Rogelio Llopis (1930) ou Enrique Labrador Ruiz.

## La littérature cubaine et la révolution
Avec la mise en place de la révolution de 1959, se développe parallèlement une révolution littéraire marquée par des modifications tant d’un point de vue structurel, du contenu, que de son expression formelle. Il s’agit pour le nouveau pouvoir de Fidel Castro de faire coïncider un contenu littéraire avec une idéologie que ce pouvoir veut véhiculer comme le reflet d’un intérêt commun et accessible à tous les Cubains.
Le théâtre est l’un des genres sur lesquels les nouvelles conditions économiques et sociales ont le plus influencé car l’aide économique et technique de l’État castriste ont fortement assuré son développement. Avant la révolution, le théâtre donnait ses représentations dans de petites salles du jeudi au dimanche. La révolution a assuré l’activité théâtrale quotidienne par la fondation du Théâtre national (juin 1959) qui s’ajoute aux représentations privées, et par l’apparition de concours. À partir de ce moment-là et jusqu’en 1962, les dramaturges s’attachent à explorer la réalité sans percevoir aucune limite à leur entreprise créatrice croissante.
Sont représentées des œuvres du théâtre universel, antique ou moderne, européen ou américain ; les œuvres sont publiées. La pluralité des tendances thématiques se contemple à travers le dramatisme de Abelardo Estorino (1925) dans ses pièces brèves (La casa vieja) détermine le mouvement révolutionnaire par la division d’opinions, d’attitudes, de conduites), l’abondante œuvre de José Ramón Brene (1927) (Fray Sabino a obtenu le prix UNEAC en 1970), à travers aussi des auteurs tels que le critique théâtral et anthologue du théâtre bufo Antón Arrufat (1935), influencé par le théâtre d’Ionesco (Las siete contra Tebas obtient le prix UNEAC en 1968), José Triana (1931), mettant en scène des éléments folkloriques et populaires cubains, des personnages typiques, des légendes, des croyances, des préjugés, des modes de vie (Medea en el espejo, 1960 ; El parque de la fraternidad, 1962 ; La muerte de Ñeque, 1963 ; La noche de los asesinos, prix Casa de las Américas en 1965), Virgilio Piñera (Dos viejos pánicos, prix Casa de las Américas en 1968) pour ne citer que les plus célèbres.
D’une manière générale, la nouvelle scène contemple le passé d’une manière critique et adopte l’aspect vernaculaire (formes et langage). Grâce à la décentralisation du théâtre, la scène s’étend à la province. De vieux théâtres sont rénovés, des cinémas se transforment en scène. Le Diccionario de la literatura cubana recense pour la période allant de 1959 à 1980, date de sa publication, la mise en scène de 374 pièces et une moyenne de quarante-et-une par an. Peu à peu et à partir de 1971, date du Premier Congrès national de l’Éducation et de la Culture, va germer un mouvement de rénovation du genre, tendant non pas à interpréter la réalité mais à trouver des solutions pour la transformer.

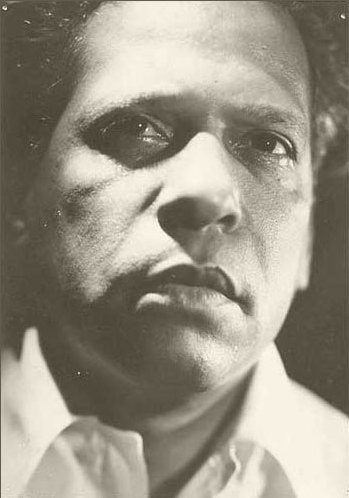
Nicolás Guillén

Nous pouvons alors parler d’art comme arme de la révolution cubaine car le théâtre constitue l’innovation. Le théâtre cubain, dense, varié est marqué par les comédies musicales, le folklore, le théâtre de marionnettes, mais surtout par les thèmes révolutionnaires (représentation des différents épisodes liés à la révolution).
Le triomphe de la révolution n’a pu produire d’une manière abrupte le moindre nouveau mode d’expression concernant la poésie lyrique. Cependant, elle a su solder un essor formaliste dans la mesure où la poésie des années 1950 semblait perdre de son éclat.
Une nouvelle inspiration thématique sociale qu’apporte avec elle la révolution a permis de déceler une rénovation stylistique. Une nouvelle promotion de jeunes poètes fait connaître ses œuvres dans différentes publications : Lunes de Revolución, supplément littéraire hebdomadaire du quotidien Revolución, La Gaceta de Cuba, les revues Casa de las Américas et Unión. C’est dans ces publications que se règlent les divergences de point de vue stylistique. Deux auteurs de cette promotion meurent prématurément : Rolando Escardó (1925-1960) et José A. Baragaño (1932-1962).
Aux grands auteurs déjà consacrés et qui ont continué à enrichir leur œuvre (Nicolás Guillén, Navarro Luna, Félix Pita Rodríguez, Mirta Aguirre, Angel Augier (1910), Samuel Feijóo (1914); les poètes de Orígenes qui ont adopté dans leurs œuvres les thèmes révolutionnaires : Eliseo Diego, Cintio Vitier, José Lezama Lima ; les poètes qui ont adhéré à la révolution : Fayad Jamís (1930), Roberto Fernández Retamar (1930)) vont s’ajouter ceux qui se font connaître avec les débuts de la révolution : Adolfo Menéndez Alberdi, Adolfo Martí, Roberto Branly (1930), Domingo Alonso, Heberto Padilla (1932), Luis Marré (1929), Pedro de Oraá (1929) ou bien les poètes de la nouvelle promotion qui ne cesse d’augmenter : Roberto Díaz, David Chericían (1940), Nancy Morejón (1944), Jesús Cos Causse, Víctor Casáus (1944), Pedro Pérez Sarduy (1943). À partir de la seconde moitié des années 1960, ils se font connaître grâce à la promotion des concours annuels (de l'UNEAC, David, 26 juillet, 13 mars…).
Le développement de l'essai n’est guère stimulé si ce n’est semble-t-il avec l’institution du Prix national d'essai Enrique José Varona par l'Union des écrivains et artistes de Cuba (1966 ?). La critique se montre active plutôt dans l’examen de la production littéraire que dans le commentaire immédiat des faits de la révolution — qui a passé le relais au journalisme de l’information et de propagande endoctrinale et qui serait contrôlé et censuré. L’analyse se base sur les doctrines révolutionnaires que cultivent différents auteurs de toutes les générations : Rafael Suárez Solís, Loló de la Torriente, Virgilio Piñera, José Rodríguez Feo (1920) (Notas críticas, 1962), Roberto Fernández Retamar (philologue et critique littéraire), Salvador Bueno (1917) et Cintio Vitier, également spécialistes de la critique littéraire et anthologues. La critique historique vise surtout à dénoncer le passé violent des dictatures imposées sous le joug américain et à faire l’éloge des doctrines révolutionnaires.
La narration imaginative (conte et roman) connaît une revitalisation du roman et un maintien de l’engouement pour le conte même s’il existe surtout aujourd’hui une littérature cubaine en exil. Un effort a été réalisé afin de rééditer les œuvres considérées comme patrimoine culturel qu’il faut sauver de l’oubli : il s’agit des romans d’auteurs de la fin du XIXe siècle et des premières années de la République. Le même système de concours et de prix subsiste et certains auteurs qui n’avaient pu être publiés avant la révolution en ont la possibilité. Le roman assume maintenant deux fonctions : évoquer ou bien le passé de la lutte contre la dictature de Fulgencio Batista ou bien la réalité présente conformément aux projets et aux faits de la révolution convertie en pouvoir.
Fréquemment, l’évocation du passé immédiat de la dictature batistienne révèle une note dramatique et satirique. En 1960, José Soler Puig (1916) écrit Bertillón 166. Vont suivre ces directives, des auteurs tels que Dora Alonso (en) (1910-2001) (Tierra inerme, 1961), Edmundo Desnoes (1930) (No hay problemas, 1961), Lisandro Otero (1932) (La situación, 1963), Samuel Feijóo, Abelardo Piñeiro (1926). Face à cette vision rétrospective, l’incidence de la révolution a été narrée par Daura Olema (Maestra voluntaria, 1962), Raúl González de Cascorro (1922) (Concentración pública, 1964), et surtout par José Soler Puig (En el año de Enero, 1963), ou Edmundo Desnoes (Memorias del subdesarrollo, 1965).
D’un point de vue stylistique, les romans s’inspirent des écrivains nord-américains des années 1930 et du nouveau roman français à partir de 1966, date de ce que l’on a appelé le grand « boum » du roman latino-américain. Même si ces directives continuent à être exploitées, certains auteurs abandonnent le processus révolutionnaire pour se consacrer au roman de science-fiction (Miguel Collazo (1936), El viaje, 1968), humoristique (Francisco Chofre (1924), La Odilea, 1968), ou plus rarement au roman policier (Ignacio Cárdenas Acuña, Enigma para un domingo, 1971) qui est primé par le ministère de l’Intérieur (MININT) ou même au roman relatant le combat de l’héroïque peuple vietnamien (Raúl Valdés Vivó, Los negros ciegos, 1971 ; La brigada y el mutilado, 1974). Mais l’auteur qui a marqué les Lettres cubaines reste Alejo Carpentier (El siglo de las luces, 1962 ; El recurso del método et Concierto barroco, 1974). D’autres auteurs tels que Guillermo Cabrera Infante (1929), Severo Sarduy (1937) ou Dulce María Loynaz (1902) ont également acquis une grande notoriété au point de devenir des piliers de la littérature cubaine contemporaine.
Le conte de la révolution a complètement abandonné les restes du créolisme cultivé lors des décennies précédentes. Ce genre profite des mutations historiques pour se référer aux faits immédiats de la révolution, au processus révolutionnaire. Ainsi Raúl Gónzalez de Cascorro gagne le prix Casa de las Américas en 1962 pour Gente de Playa Girón. Même si de nombreux conteurs continuent leur production, le projet des conteurs qui satisfont les exigences de la révolution est commun.

### Censure et emprisonnement des écrivains (et artistes)
La dissidence cubaine est particulièrement active dans les années qui suivent la révolution cubaine : censure à Cuba (es).
Plusieurs écrivains cubains ont été persécutés sous le régime castriste :
- Peu de temps après la révolution, le journal Lunes de Revolución fut interdit et ses écrivains gays publiquement dénoncés et renvoyés[4].
- Le dramaturge Virgilio Piñera (1912-1979) est arrêté pour délit d'homosexualité en 1961[5] et son œuvre est censurée par le régime[6].
- Reinaldo Arenas (1943-1990) fut également persécuté, interné dans une unité militaire d'aide à la production (camp de travail) et emprisonné en raison de son homosexualité.
- En 1971, le poète Heberto Padilla (1932-2000) fut arrêté et emprisonné par la Sécurité de l’État et fut contraint de se livrer publiquement à son autocritique[5].
- María Elena Cruz Varela (1953-) fut obligée d'avaler ses poèmes en présence de sa fille puis fut emprisonnée pendant deux ans (1991-1993)[5].

En 1997, le Prix Cervantes est décerné à Guillermo Cabrera Infante (1929-2005), exilé depuis une quarantaine d'années.
En 2006, l'écrivain Amir Valle (1967-) ne peut revenir à Cuba à la suite d'un voyage en Espagne.

## 21esiècle
Parmi les écrivains nés depuis 1955 :
- Leonardo Padura (1955-), auteur de romans policiers, prix Princesse des Asturies littérature 2015
- Marilyn Bobes (es) (1955-), poétesse, journaliste, essayiste, romancière
- Ruth Behar (en) (1956-), anthropologue
- Daína Chaviano (1957-), romancière de science-fiction
- Pablo Medina (en) (1960-), poète, romancier
- Antonio Rodríguez Salvador (1960-), poète, dramaturge, nouvelliste
- Jorge Olivera Castillo (en) (1961-), poète, activiste
- Juan Carlos Flores (en) (1962-2016), poète
- Eduardo del Llano (1962-)
- Ernesto Juan Castellanos (1963-)
- Odette Alonso (es) (1964-), poète, nouvelliste, essayiste
- Marcial Gala (1965-), poète, romancier, La Cathédrale des noirs (1999), Appelle-moi Cassandra !
- Teresa Dovalpage (en) (1966-), romancière
- Michael John Garcés (1967-)
- Yanitzia Canetti (es) (1967-), traductrice, romancière
- Dolan Mor (en) (1968-), poète, romancier
- Anna Lidia Vega Serova (es) (1968-), nouvelliste, romancière
- Jorge Enrique González Pacheco (1969-)
- Herminia Ibarra (1970-), économiste
- Gerardo Fernandez Fe (en) (1971-), romancier, essayiste
- Joaquín Badajoz (1972-)
- Sandra Abd’Allah-Alvarez Ramírez (es), essayiste, féministe
- Carlos Pintado (1974-), poète
- Riley Perez (1977-)
- Legna Rodríguez Iglesias (en) (1984-), poétesse, dramaturge, nouvelliste

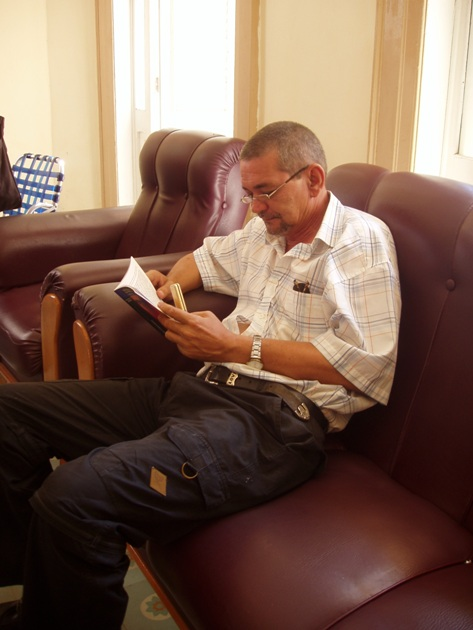
Antonio Rodríguez Salvador
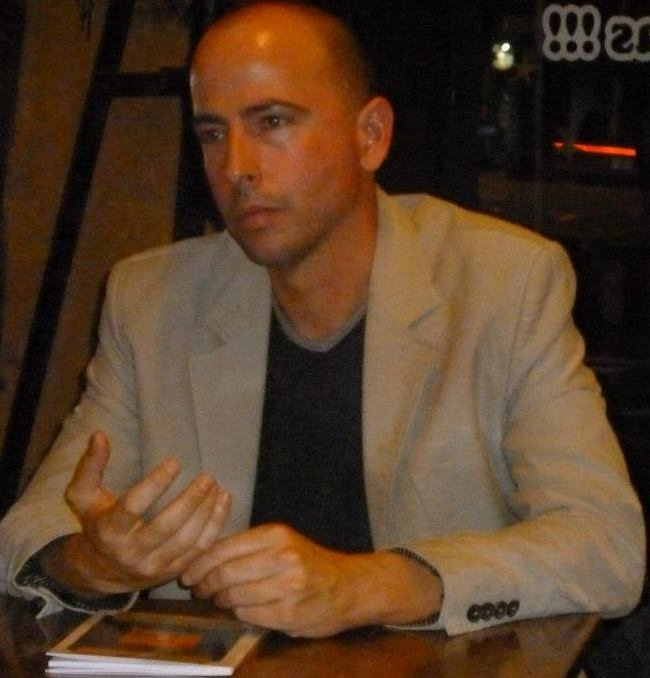
Carlos Pintado

## Auteurs
- Liste française d'écrivains cubains (à constituer)
- Auteures cubaines (es), Femmes de lettres cubaines
- Poétesses de Cuba (es), Poétesses cubaines
- Écrivains cubains par genre
- Écrivains cubains par siècle (en)
- Liste alphabétique d'écrivains cubains (en)
- Liste d'écrivains cubano-américains (en)
- Écrivains de la Caraïbe

## Œuvres
- Livres cubains (es)
- Revues littéraires cubaines (es)
- 100 ans de littérature à Guantanamo (es)
- Statues de sel (Cuba) (es) (anthologie de nouvelles)
- Histoire d'un combat cubain contre les démons (es) (1959), de Fernando Ortiz Fernández, sur les événements de Remedios (Cuba) en 1682

## Institutions
- Acédémie cubaine de la langue (es) (1926)
- Casa de las Américas (1959)
- Union des Écrivains et Artistes de Cuba (es) (UNEAC, 1961)
- Centre de formation littéraire Onelio Jorge Cardoso (es) (1998)
- Prix Casa de las Américas (1959-)
- Prix littéraire des Caraïbes depuis 1965
- Premio David (1967-)
- Premio Nacional de Literatura de Cuba (1983-)
- Premio Luis Rogelio Nogueras (1988-)
- Foire Internationale du Livre de Cuba (es)

#### Anthologies
- Claude Couffon (éd.), Poésie cubaine du XXe siècle, Patino, 1997
- Anthologie de la poésie cubaine censurée, Paris, Gallimard poésie, 2003
- Jorge Fornet et Carlos Espinosa Domínguez (éd.), Cuento Cubano Del Siglo XX, Mexico, fondo de Cultura económica, 2002
- Cristina García (éd.), ¡Cubanísimo!: Una Antología De La Literatura Cubana Contemporánea, Vintage, 2007
- William Navarrete (éd.) Insulas al pairo: antología de poesia contemporánea cubana en París, Aduana Vieja, Cadix, 2004, 110 pages
- Mirta Yanez (éd.), Cubana: Contemporary Fiction by Cuban Women, Boston, Beacon Press, 1998
- Armando Valdés-Zamora, Écrire une île errante, postface, « L'île errante », anthologie de nouvelles cubaines, trad. Liliane Hasson, Orizons, Paris, 2011, pp. 235-238
- Nouvelles de Cuba (nouvelles de Leonardo Padura, William Navarrete, Verónica Vega, Iván de la Nuez, Wendy Guerra et Teresa Dovalpage), Ed. Magellan, Paris, 2016

#### Dictionnaires
- (es) Diccionario de la Literatura cubana, La Havane, Letras Cubanas, 1980
- (en) Dictionary of Twentieth-Century Cuban Literature, Londres & New York, Greenwood Press, 1990

#### Études
- (es) Mario Benedetti, Literatura y arte nuevo en Cuba, Barcelone, Laia, 1977
- Jean Franco, Daniel Meyran et Marc Morestin (textes réunis par), Le roman néo-baroque cubain, Centre d'études et de recherches sociocritiques, Montpellier, 1997  (ISBN 9782902879335), 235 pages
- (de) Martin Franzbach, Sozialgeschichte der kubanischen Literatur (1608-1958), Frankfurt am Main, Valentia, 2012
- (es) Martin Franzbach, Historia social de la literatura cubana (1959-2005), Tomo I, Frankfurt am Main: Valentia, 2014
- Michèle Guicharnaud-Tollis, L’émergence du Noir dans le roman cubain du XIXe siècle, L’Harmattan, 2000
- Liliane Hasson (dir.), L’Ombre de La Havane, Paris, Autrement, 1997
- (es) Raimundo Lazo, La teoría de las generaciones y su aplicación al estudio histórico de la literatura cubana, Universidad Nacional Autónoma de México, 1973 (2e éd.), 56 pages
- (es) Raimundo Lazo, Historia de la literatura cubana, Universidad Nacional Autónoma de México, 1974 (2e éd.), 313 pages
- (es) Seymour Menton, La Narrativa de la Revolución cubana, Madrid, Playor, 1978
- Flavia Nardo, La « cubanía » théâtrale : la spécificité du théâtre cubain de 1959 à nos jours, Université de Strasbourg, 2013 (thèse)
- William Navarrete, « La littérature cubaine en France : oublis ou mésententes ? », in Critique, no 711-712, août-septembre 2006, Ed. Les Editions du Minuit,  (ISBN 2-7073-1969-4)
- (es) Severo Sarduy, « El barroco y el neobarroco », in César Fernández Moreno (dir.), América latina en su literatura, Mexico, Siglo XXI, 1972
- Armando Valdés-Zamora, « Notes sur l’écriture romanesque cubaine », Regard des Amériques, Paris, no 5, 2001, pp. 11-14
- Armando Valdés-Zamora, « Panorama de la littérature cubaine en France », in If Verso, 9 juin 2014
- Armando Valdés-Zamora, « D’une île vers le monde entier: la critique littéraire des Cubains aux Etats-Unis. Roberto González Echevarría et Gustavo Pérez Firmat », La critique littéraire latino-américaine du XXe siècle, Carine Durand et Sandra Raguenet (eds), Éditions Classiques Garnier, 2015, pp. 173-184
- Armando Valdés-Zamora, « Etre écrivain à Cuba: vivre sur la corde raide »,  Questions internationales, Paris, no 84, mars-avril, 2017, pp. 94-96.
- Armando Valdés-Zamora,« El deseo del viaje. La traducción de literatura francesa en 'Orígenes' y 'Sur' (1944-1956)' », Scènes de la traduction France-Argentine, sous la direction de Roland Béhard et Gersende Camenen, Editions Rue d'Ulm, 2020, p. 117-146 : https://www.presses.ens.fr/571-scenes-de-la-traduction-france-argentine.html
- Christilla Vasserot, Les Avatars de la tragédie dans le théâtre cubain contemporain (1941-1968), Université Paris 3, Paris, 1999, 2 vol., 772 p. (thèse)